# Biografielijst De

## Dea

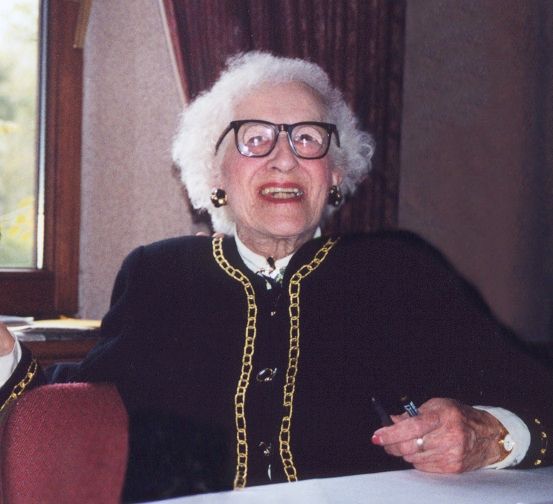
Millvina Dean

- John Deacon (1951), Brits rockmusicus
- Nick Deacy (1953), Welsh voetballer
- Julia Deakin (1952), Brits actrice
- Matt Deakin (1980), Amerikaans roeier
- Frank Deal (1958), Amerikaans acteur
- Kelley Deal (1961), Amerikaans musicus
- Lance Deal (1961), Amerikaans atleet
- Luca De Aliprandini (1990), Italiaans alpineskiër
- Jack Deam (1972), Brits acteur
- Jean Daems (1923-1984), Belgisch atleet
- Elton Dean (1945-2006), Brits jazzmusicus
- Howard Dean (1948), Amerikaans politicus
- James Dean (1931-1955), Amerikaans acteur
- Josh Dean (1979), Canadees acteur en scenarioschrijver
- Julian Dean (1975), Nieuw-Zeelands wielrenner
- Loren Dean (1969), Amerikaans acteur
- Millvina Dean (1912-2009), Engelse vrouw, laatst overlevende van de ramp met de Titanic
- Ron Dean, Amerikaans acteur
- Thomas Dean (2000), Brits zwemmer
- Fabrizio De André (1940-1999), Italiaans zanger en liedjesschrijver
- Rosemary De Angelis (1933), Amerikaans actrice
- Angus Deayton (1956), Brits presentator en acteur

## Deb

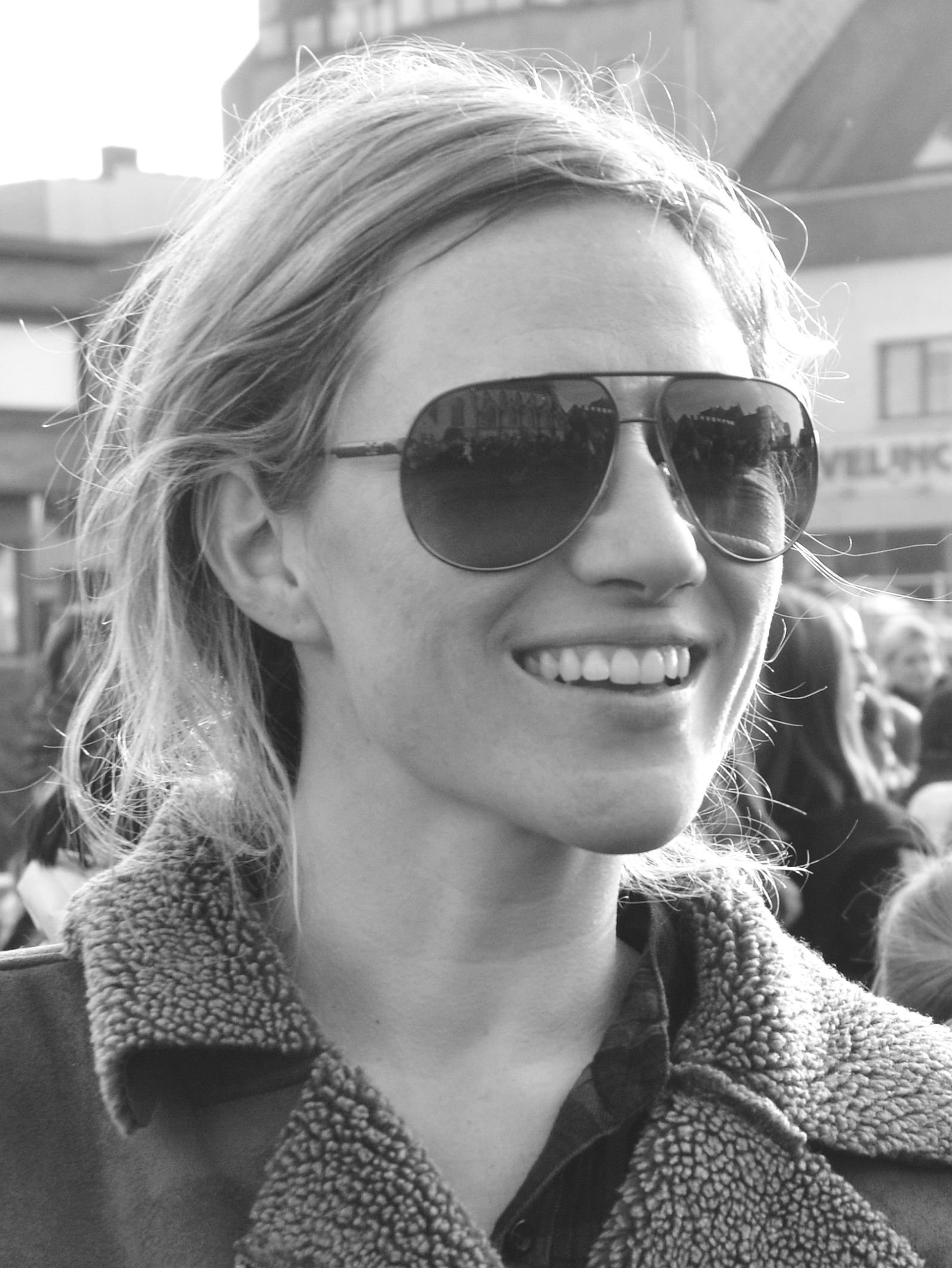
Hilde De Baerdemaeker

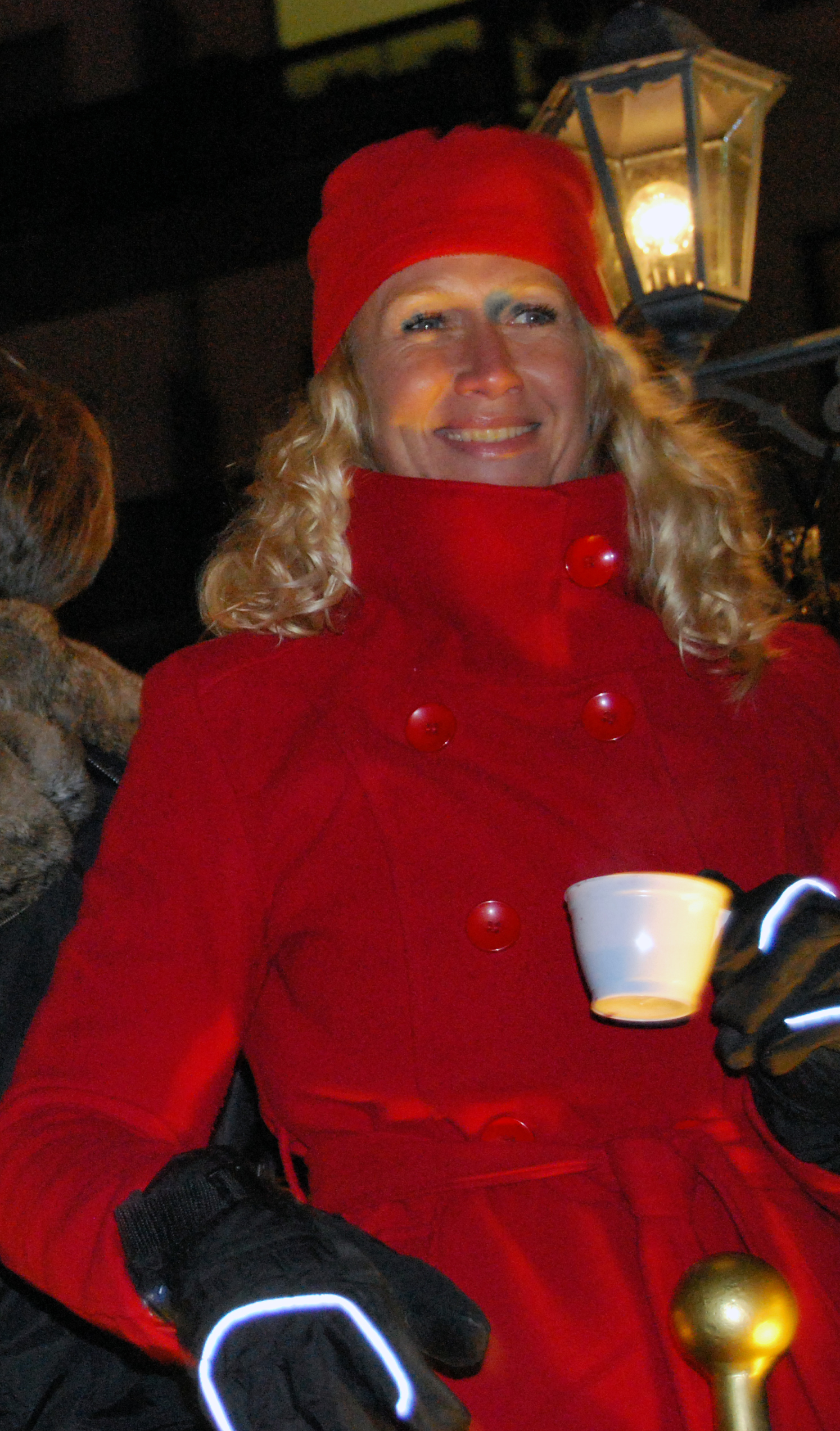
Anne De Baetzelier

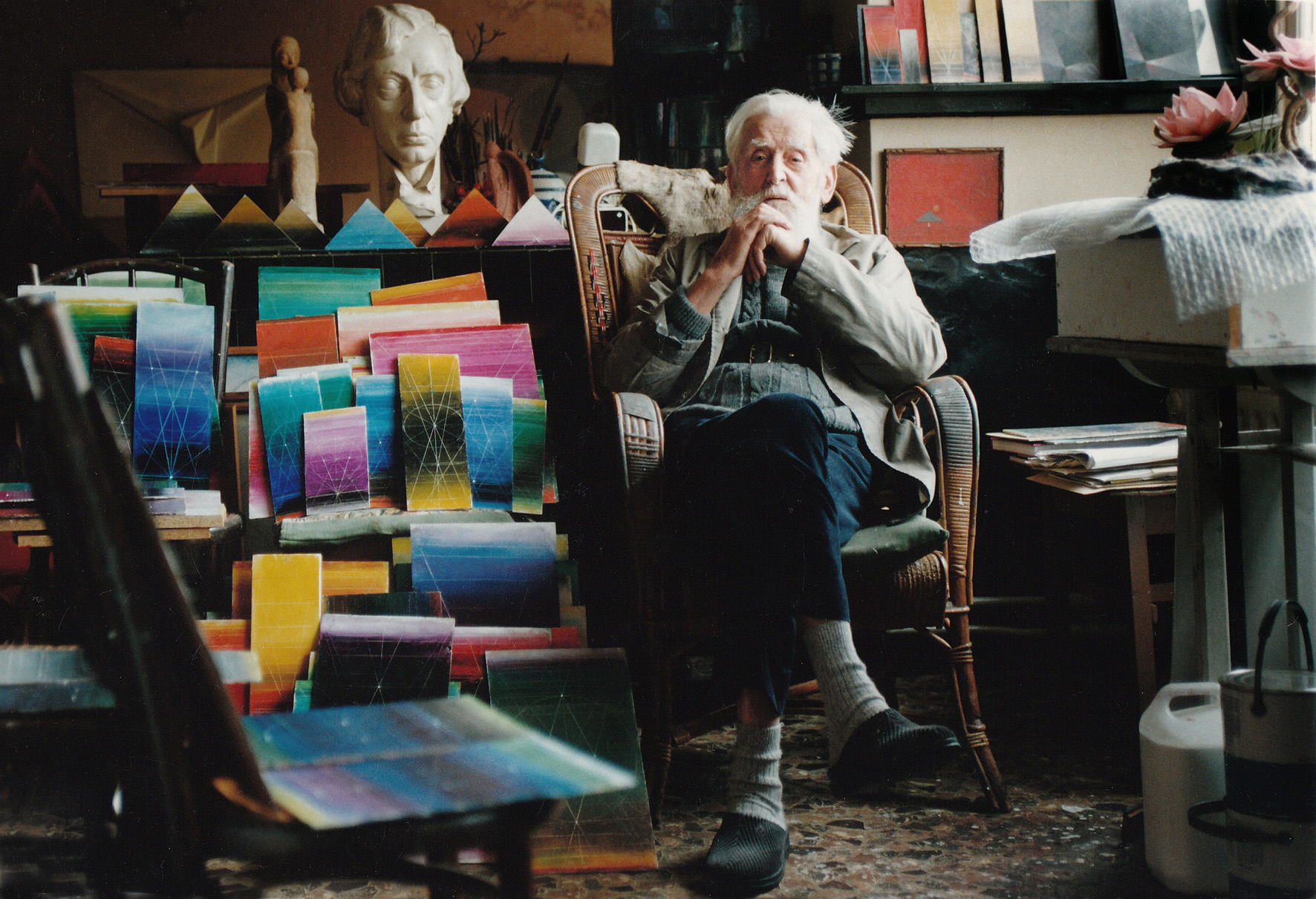
Felix De Boeck (1992)

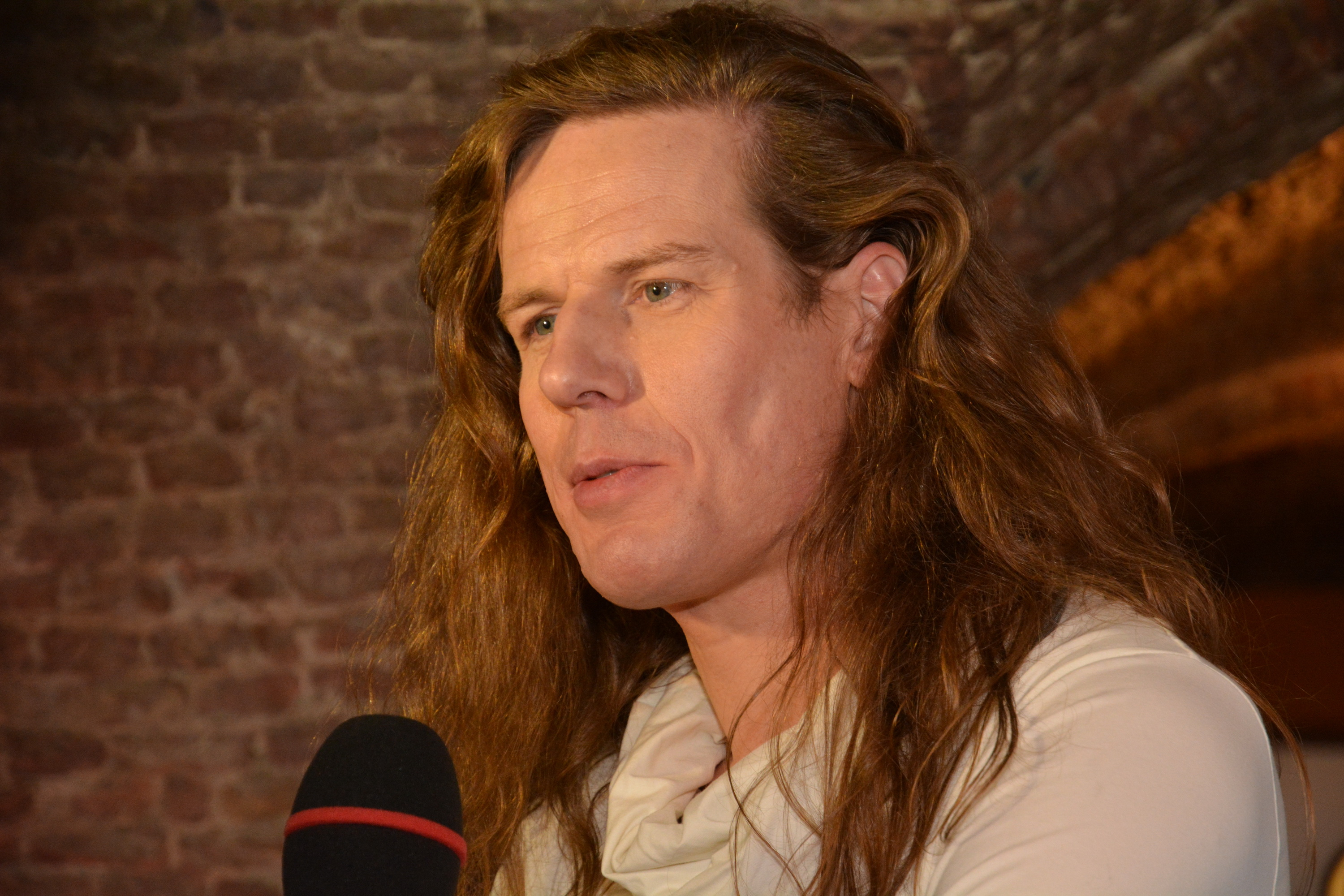
Lieven Debrauwer

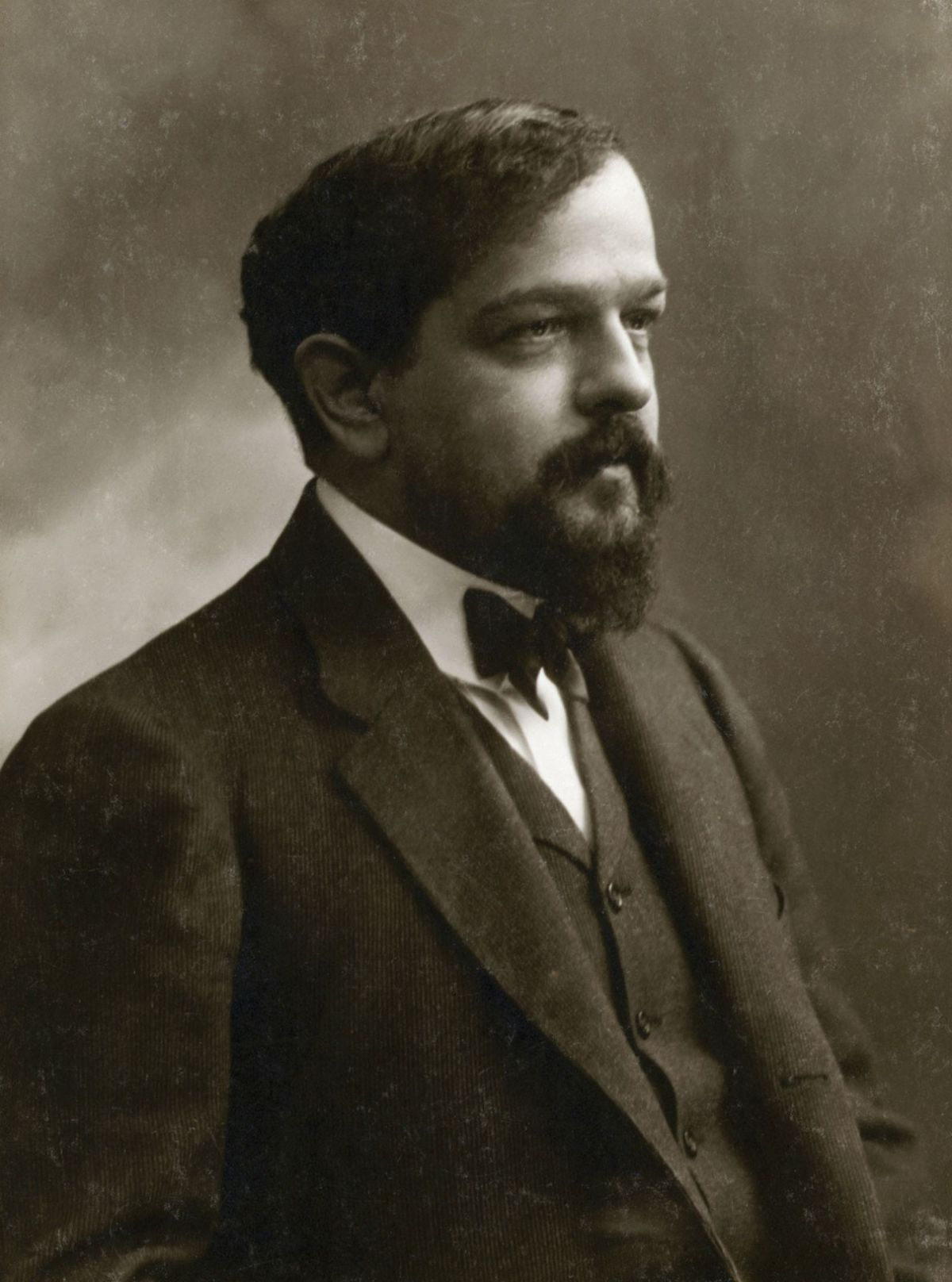
Claude Debussy

- Bert De Backer (1984), Belgisch wielrenner
- Charles De Backere (1939), Belgisch atleet
- Carlos De Baeck (1906-1993), Belgisch advocaat en politicus
- Hilde De Baerdemaeker (1978), Vlaams actrice en presentatrice
- Xavier De Baerdemaker (1981), Belgisch atleet
- Amedé De Baere (1923-2004), Belgisch syndicalist en politicus
- Hugo Debaere (1958-1994), Belgisch kunstenaar
- Karel De Baere (1925-1985), Belgisch wielrenner
- Paul De Baere (1929-2012), Belgisch redacteur
- Saskia Debaere (?), Belgisch actrice
- Corinne Debaets (1963), Belgisch atlete
- Anne De Baetzelier (1964), Belgisch omroepster en presentatrice
- Bruno de Barros (1987), Braziliaans atleet
- Léon Debatisse (1899-1974), Belgisch politicus en vakbondsbestuurder
- Georges De Batselier (?), Belgisch syndicalist
- Gunther De Batselier (1976), Belgisch zanger en acteur
- Norbert De Batselier (1947), Belgisch politicus
- Steven de Batselier (1932-2007), Belgisch psycholoog, psychotherapeut en hoogleraar
- James Debbah (1967), Liberiaans voetballer
- Corentin Debailleul (1989), Belgisch atleet
- Erik De Beck (1951), Belgisch atleet
- Karolien De Beck, Belgisch actrice
- Marc De Bel (1954), Vlaams jeugdauteur
- Hans De Belder (1938-2018), Belgisch senator en diplomaat
- Kristine DeBell (1954), Amerikaans model en actrice
- Adiel Debeuckelaere (1888-1979), Belgisch politicus
- Frans De Beul (1849-1919), Belgisch kunstschilder
- Aloïs De Beule (1861-1935), Belgisch beeldhouwer
- Davy De Beule (1981), Belgisch voetballer
- Etienne De Beule (1953-2023), Belgisch wielrenner
- Jelle De Beule (1981), Belgisch cartoonist, comedy- en televisiemaker
- Bart Debie (1974), Vlaams politiefunctionaris en politicus
- Silvy De Bie (1981), Vlaams zangeres
- Louis Debij (1937-2018), Nederlands drummer en percussionist
- Valentin Debise (1992), Frans motorcoureur
- Ismael Debjani (1990), Belgisch atleet
- Marc De Blander (1959), Belgisch atleet
- Frank De Bleeckere (1966), Belgisch voetbalscheidsrechter
- Maggie De Block (1962), Belgisch politica
- Marc De Block (1945), Belgisch veldrijder
- Leonard Lodewijk De Bo (1826-1855), Belgisch priester, schrijver en taalkundige
- Laurens De Bock (1992), Belgisch voetballer
- Stefan De Bock (1977), Belgisch atleet
- Thomas De Bock (1991), Belgisch atleet
- Felix De Boeck (1898-1995), Vlaams schilder en landbouwer
- Glen De Boeck (1971), Belgisch voetballer en voetbalcoach
- Jan-Baptist De Boeck (1826–1902), Belgisch beeldhouwer
- Ben Debognies (1966), Belgisch atleet
- Simon Debognies (1996), Belgisch atleet
- Lindsay De Bolle (1978), Vlaams zangeres
- Emmanuel de Bom (1868-1953), Belgisch schrijver, journalist en bibliothecaris
- Michel de Bom (1950), Belgisch stripauteur en scenarioschrijver
- Alex Debón (1976), Spaans motorcoureur
- Ferdinand De Bondt (1923-2014), Belgisch politicus
- Emilio De Bono (1866-1944), Italiaans militair en politicus
- August De Boodt (1895-1986), Belgisch politicus
- Marcel F. De Boodt (1926-2012), Belgisch professor
- Maurice De Booser (1888-1924), Belgisch atleet
- Dorothy DeBorba (1925-2010), Amerikaans actrice
- Dario De Borger (1992), Belgisch atleet
- Christophe Deborsu (1965), Belgisch journalist
- Frédéric Deborsu (1970), Belgisch journalist
- Koen De Bouw (1964), Vlaams acteur
- Karel De Brabander (1913-1984), Belgisch componist
- Ludo De Brabander (1963), Belgisch vredesactivist
- Cyriel Debrabandere (1860-1943), Belgisch politicus
- Frans Debrabandere (1933), Belgisch filoloog en schrijver
- Harry Debrabandere (?), Belgisch politicus
- Adriaan De Braekeleer (1818-1904), Belgisch kunstschilder
- Lieven Debrauwer (1969), Vlaams regisseur
- Urbain De Brauwer (1940), Belgisch wielrenner
- Lucien De Brauwere (1951-2020), Belgisch wielrenner
- Roger De Breuker (1940), Belgisch wielrenner
- Guillaume de Brouwer (1840-1892), Belgisch gouverneur en magistraat
- Jules De Brouwer (1872-1950), Belgisch syndicalist en politicus
- Florentin de Brouwer de Hogendorp (1807-1871), Belgisch politicus
- Jan Debrouwere (1926-2009), Vlaams communistisch politicus en journalist
- Charlotte Debroux (1983), Belgisch atlete
- Isabelle De Bruycker (1963), Belgisch atlete
- Jules De Bruycker (1870-1945), Belgisch kunstenaar
- Rose-Marie De Bruycker (1946), Belgisch atlete
- Luc De Bruyckere (1945), Belgisch manager
- Alexandre De Bruyn (1994), Belgisch voetballer
- Erik De Bruyn (1959), Belgisch politicus
- Frans De Bruyn (1924-2014), Belgisch schrijver
- Günter de Bruyn (1926), Duits schrijver
- Joke De Bruyn (1981), Belgisch actrice
- Julienne De Bruyn (1933), Belgisch actrice
- Krist De Bruyn (1961-2006), Belgisch kok
- Léon De Bruyn (1838-1908), Belgisch politicus
- Patrick De Bruyn (1955), Belgisch schrijver
- Piet De Bruyn (1968), Belgisch politicus
- Prosper De Bruyn (1885-1955), Belgisch politicus
- Sam De Bruyn (1986), Belgisch presentator en dj
- Simonna Anna Gabriella Charlotta de Bruyn (1910-2001), Belgisch vertaalster, schrijfster en onderzoekster
- Steven De bruyn (1968), Belgisch mondharmonicaspeler
- Willem De Bruyn (1649-1719), Zuid-Nederlands architect
- Willy De Bruyn (1914-1989), Belgisch wielrenner
- Arthur De Bruyne (1912-1992), Belgisch historicus
- August De Bruyne (1879-1969), Belgisch syndicalist en politicus
- Charlotte De Bruyne (1990), Belgisch actrice
- Dominique De Bruyne (1965), Vlaamse schrijfster
- Edgard De Bruyne (1898-1959), Belgisch hoogleraar en politicus
- Fred De Bruyne (1930-1994), Belgisch wielrenner en sportjournalist
- Hector De Bruyne (1917-1995), Belgisch politicus
- Heleen Debruyne (1988), Belgische auteur, columniste, feministe en radiopresentatrice
- Henri De Bruyne (1868-1892), Belgisch atleet
- Henri De Bruyne (?), Belgisch atleet
- Kamiel De Bruyne (1992), Belgisch programmamaker
- Kevin De Bruyne (1991), Belgisch voetballer
- Kris De Bruyne (1950), Belgisch zanger
- Lucien De Bruyne (1902-1978), Belgisch kanunnik, prelaat en archeoloog
- Michiel De Bruyne (1927-2009), Belgisch schrijver en heemkundige
- Mieke Debruyne (1971), Belgisch schrijfster, columniste en journaliste
- Pieter De Bruyne (1931-1987), Belgisch kunstenaar, designer en interieurarchitect
- René Debruyne (1868-1941), Belgisch syndicalist en politicus
- Victor De Bruyne (1900-1999), Belgisch politicus
- Adolf De Buck (1920-1984), Belgisch voetballer
- Marc De Buck (1945), Belgisch politicus
- Walter De Buck (1934-2014), Belgisch kunstenaar en liedjesschrijver
- Philippe de Buck van Overstraeten (1947), Belgisch bestuurder
- Georges Debunne (1918-2008), Belgisch vakbondsbestuurder
- Frédérik Deburghgraeve (1973), Belgisch zwemmer
- Claude Debussy (1862-1918), Frans componist
- Leo De Budt (1919-2010), Belgisch striptekenaar
- August Debunne (1872-1963), Belgisch politicus
- Georges Debunne (1918-2008), Belgisch vakbondsbestuurder
- Oscar Debunne (1921-2006), Belgisch politicus
- Peter Debye (1884-1966), Nederlands-Amerikaans fysisch chemicus

## Dec

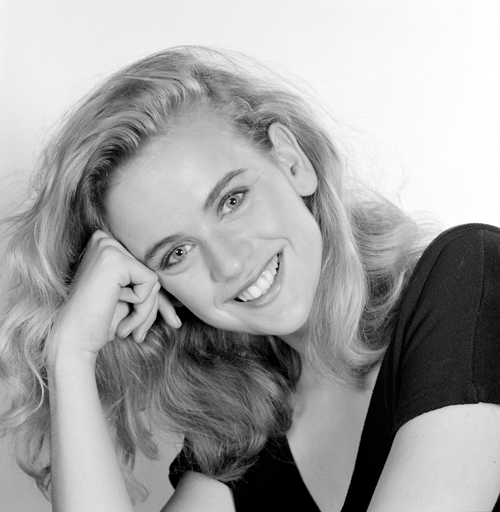
Daphne Deckers

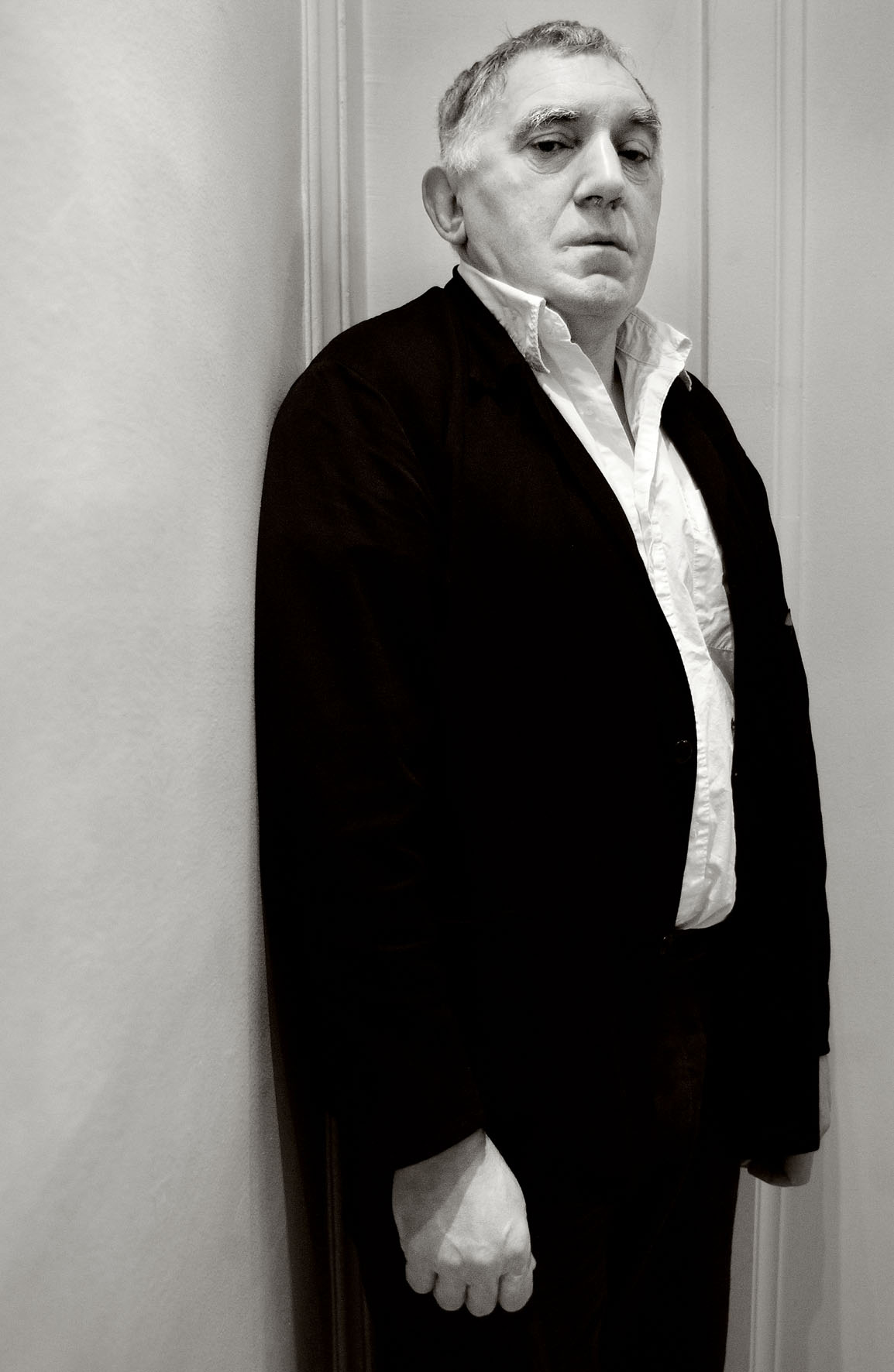
Jan Decleir

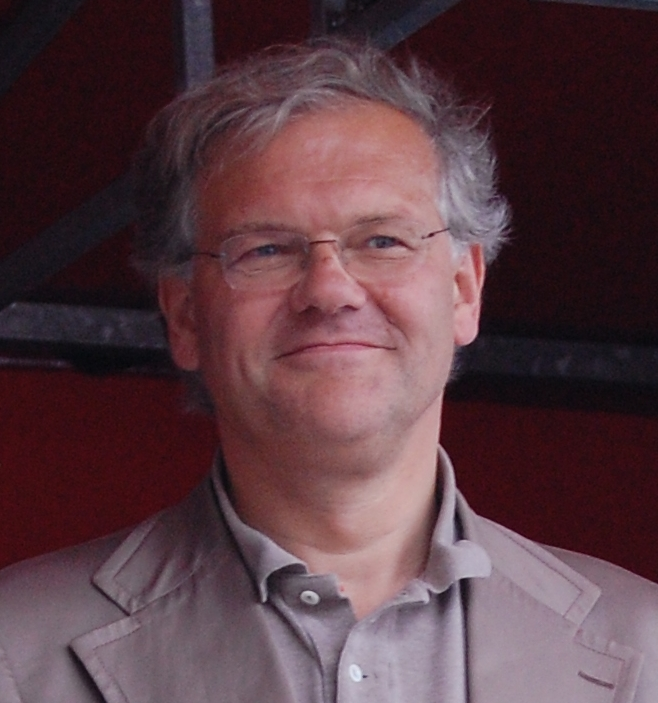
Stefaan De Clerck

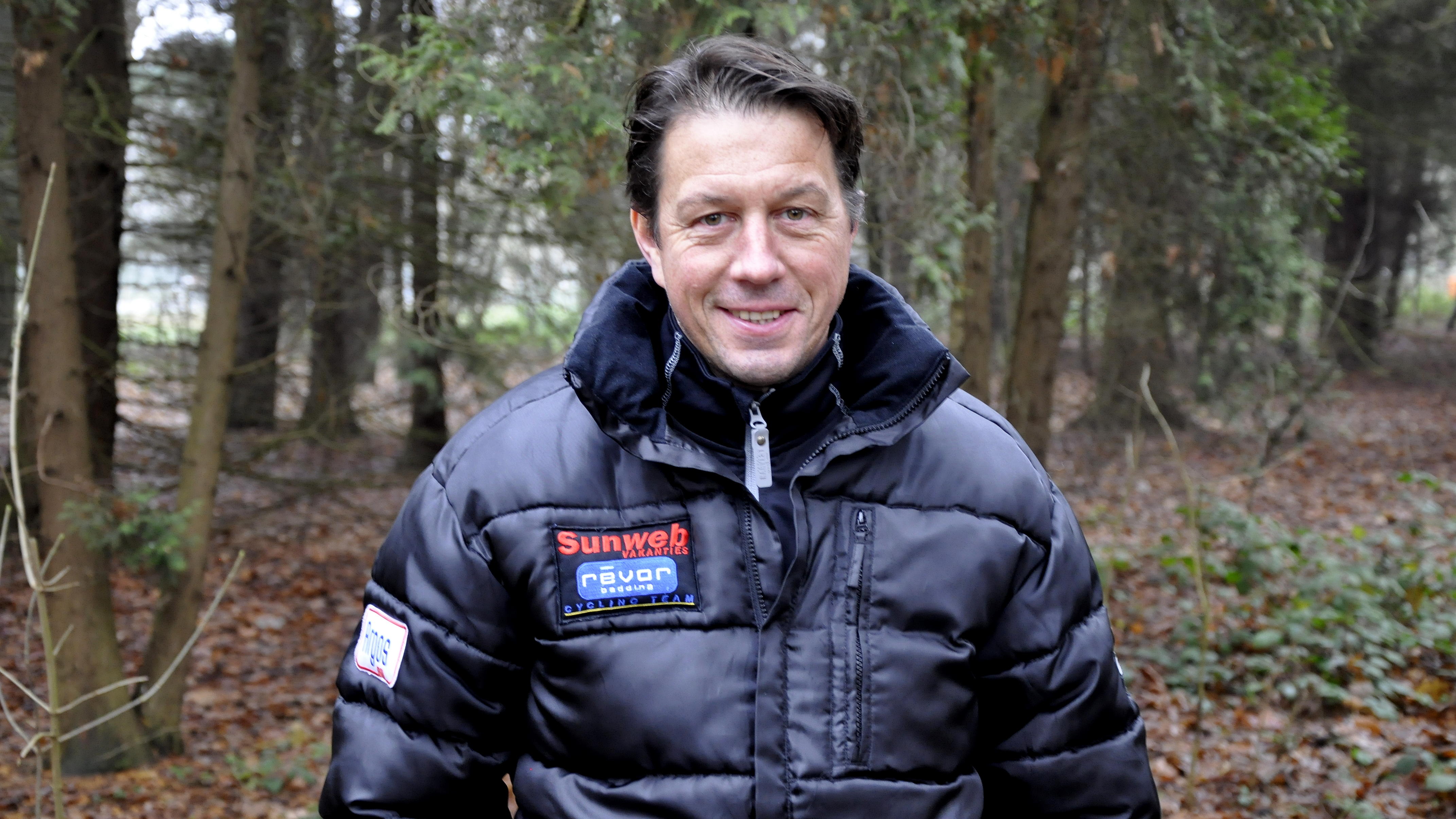
Mario De Clercq

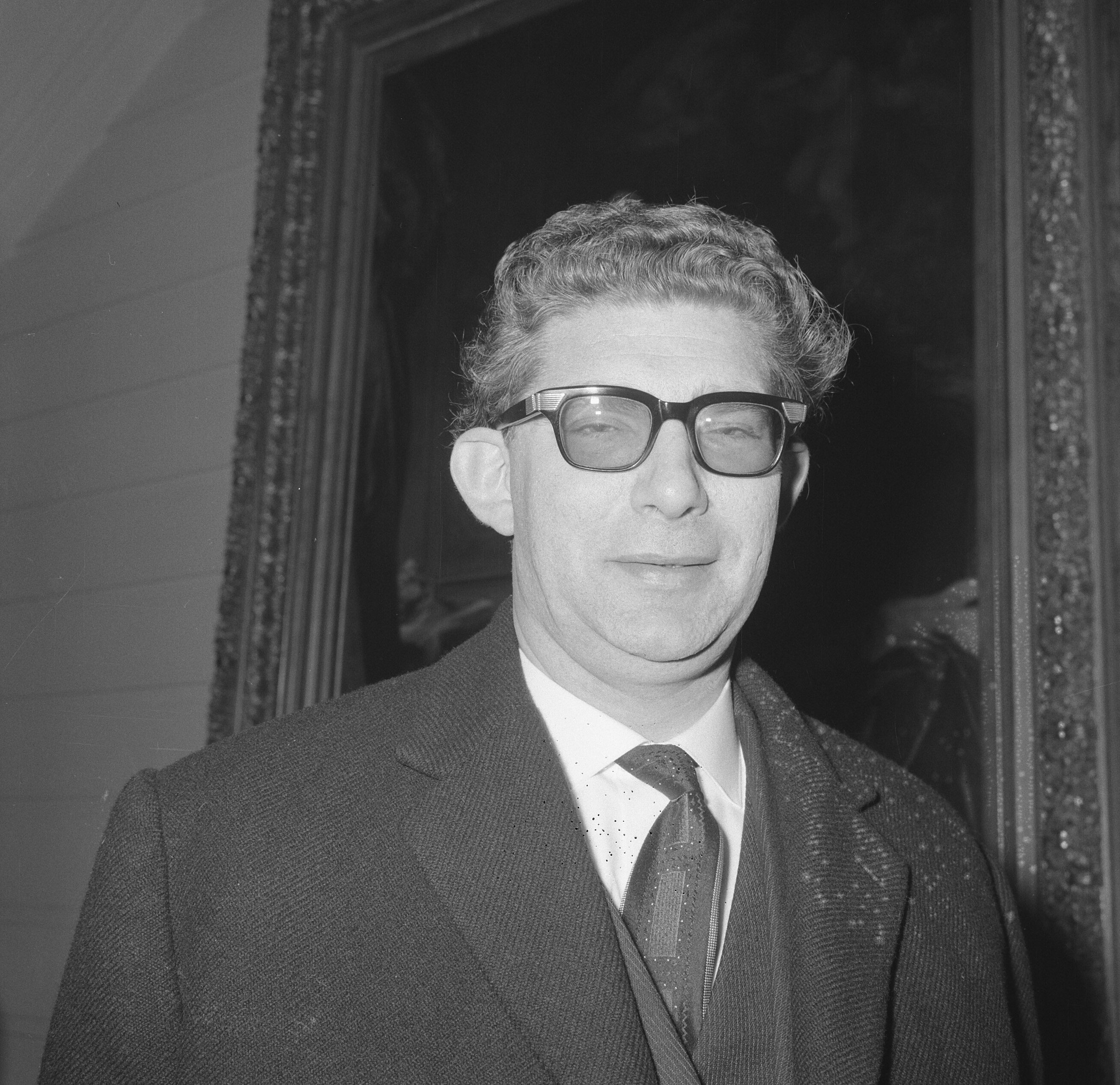
Willy De Clercq (1966)

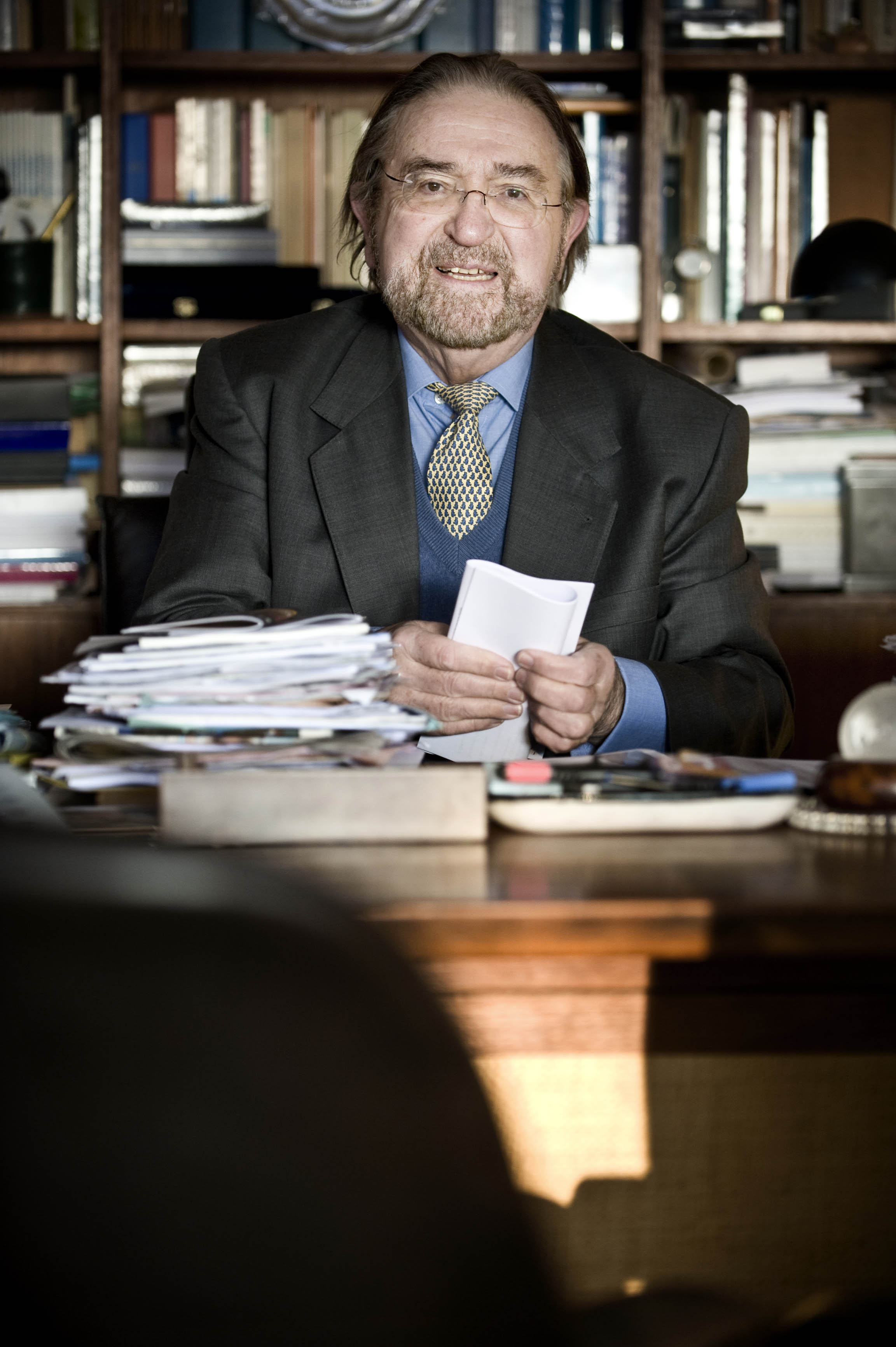
Herman De Croo (2009)

- Jo Decaluwe (1942-2021), Vlaams acteur en theaterdirecteur
- Katleen De Caluwé (1976), Belgisch atlete
- Alexis De Carne (1848-1883), Belgisch priester en dichter
- Benjamin De Ceulaer (1983), Belgisch voetballer
- Dirk De Ceulaer (1952), Vlaams pedagoog
- Arthur Decabooter (1936-2012), Belgisch wielrenner
- Decius (190/200-251), Romeins keizer (249-251)
- Andreas Decker (1952), Oost-Duits roeier
- Ezechiel de Decker (1603/1604-1646/1647), Nederlands wiskundige
- Jeremias de Decker (1609-1666), Nederlands schrijver en dichter
- Mary Decker (1958), Amerikaans atlete
- Daphne Deckers (1968), Nederlands fotomodel en schrijfster
- Sonja Deckers (1976), Belgisch atlete
- Jan Decleir (1946), Vlaams acteur
- Jenne Decleir (1977), Vlaams acteur en muzikant
- Reinhilde Decleir  (1948-2022), Vlaams actrice en regisseur
- André Declerck (1919-1967), Belgisch wielrenner
- Annie Declerck (1934-2021), Belgisch producer, regisseur en presentatrice
- Fernand De Clerck (1931-2014), Belgisch voetbalbestuurder
- Louis De Clerck (1936), Belgisch atleet
- Richard Declerck (1899-1986), Vlaams advocaat, vrederechter, gouverneur, politicus en essayist
- Roger De Clerck (1924-2015), Belgisch textielondernemer
- Stefaan De Clerck (1951), Vlaams politicus
- Adolphe Declercq (1848-1901), Belgisch advocaat en politicus
- Alain De Clercq (1969), Belgisch voetballer
- Alisson De Clercq (1982), Belgisch politica
- Anouk De Clercq (1971), Belgisch kunstenares
- Aza Declercq (1970), Belgisch actrice
- Bart De Clercq (1986), Belgisch wielrenner
- Benjamin Declercq (1994), Belgisch wielrenner
- Constant De Clercq (1923-2008), Belgisch politicus
- Eddy de Clercq (1955), Belgisch-Nederlands diskjockey en producer
- Emile De Clercq (1823-1888), Belgisch politicus
- Eric De Clercq (1967), Belgisch wielrenner
- Erik De Clercq (1943-2012), Belgisch politicus en ondernemer
- Erik De Clercq (1941), Belgisch viroloog
- Frederik Declercq (1983), Belgisch voetballer
- Germain Declercq (1904-1987), Belgisch politicus
- Gilbert Declercq (1946), Belgisch schilder, tekenaar, illustrator en stripauteur
- Hans De Clercq (1969), Belgisch wielrenner
- Jean De Clercq (1905-1984), Belgisch voetballer
- Jean-Joseph De Clercq (1888-1967), Belgisch advocaat en politicus
- Jean-Pierre De Clercq (1952), Belgisch politicus
- Jo De Clercq (1947), Belgisch zanger en politicus
- Joseph De Clercq (1881-1958), Belgisch politicus
- Karel Declercq (1957), Belgisch cabaretier
- Korneel De Clercq (1990), Belgisch radiopresentator
- Kris Declercq (1972), Belgisch politicus
- Livia De Clercq (1982), Belgisch atlete
- Marc De Clercq (1951), Belgisch econoom en hoogleraar
- Mario De Clercq (1966), Belgisch veldrijder
- Mathias De Clercq (1981), Belgisch politicus
- Nico Declercq (1975), Belgisch natuurkundige
- Paul De Clercq (1919-1999), Belgisch politicus
- Peter De Clercq (1966), Belgisch wielrenner
- Pierre De Clercq (?), Belgisch scenarioschrijver
- Raf Declercq (1924-2018), Belgisch politicus
- René de Clercq (1877-1932), Vlaams schrijver, dichter, tekstdichter, componist en politiek activist
- René De Clercq (1945-2017), Belgisch wielrenner
- Robrecht II de Clercq (1489-1557), Vlaams abt
- Roger Declercq (1924-1982), Belgisch politicus
- Roger De Clercq (1930-2014), Belgisch wielrenner
- Staf Declercq (1884-1942), Belgisch politicus
- Tijl Declercq (1922-2003), Belgisch syndicalist en politicus
- Tim Declercq (1989), Belgisch wielrenner
- Veerle Declercq (1951), Belgisch politica
- Willem de Clercq (1795-1844), Nederlands schrijver, dichter en bankier
- Willy De Clercq (1927-2011), Belgisch politicus
- Maryse Declercq-Robert (1951), Belgisch politica
- Edmond de Cneudt (1905-1987), Belgisch-Nederlands textielkunstenaar
- Richard De Cneudt (1877-1959), Belgisch schrijver en Vlaams activist
- Deco (1977), Braziliaans-Portugees voetballer
- Alfons de Cock (1850-1921), Belgisch onderwijzer, schrijver en folklorist
- André de Cock (1880-1964), Belgisch filatelist
- Auguste de Cock (1804-1869), Belgisch ondernemer en politicus
- Cesar de Cock (1823-1904), Belgisch kunstschilder
- Dirk De Cock (1955), Belgisch politicus en leraar
- Frans De Cock (1956), Belgisch politicus
- Hubert de Cock (1733-1810), Vlaams kunstschilder
- Jan De Cock (1976), Belgisch kunstenaar
- Jan Claudius de Cock (1667-1736), Zuid-Nederlands kunstschilder
- Jo De Cock (1955), Belgisch bestuurder
- Josiane De Cock (1934), Belgisch kunstenares
- Jozef De Cock (1877-1944), Belgisch schrijver, priester en hoogleraar
- Liliane De Cock (1955), Belgisch politica
- Michael De Cock (1972), Belgisch acteur en theaterdirecteur
- Niki De Cock (1985), Belgisch voetbalster
- Octaaf Decock (?), Belgisch leraar en activist
- Olivier De Cock (1975), Belgisch voetballer
- Oscar De Cock (1881-?), Belgisch roeier
- Paul de Cock (1724-1801), Zuid-Nederlands architect en kunstschilder
- Roger Decock (1927-2020), Belgisch wielrenner
- Tom De Cock (1983), Belgisch radio-dj, presentator en schrijver
- Wouter Decock (1983), Belgisch atleet
- Xavier De Cock (1818-1896), Belgisch kunstschilder
- Alphonse de Cock de Rameyen (1839-1936), Belgisch edelman
- Anatole de Cock de Rameyen (1867-1932), Belgisch politicus
- Jozef De Coene (1875-1950), Belgisch meubelontwerper, kunstschilder en industrieel
- Philippe De Coene (1960), Belgisch journalist en politicus
- Xavier De Coene (1800-1864), Belgisch historicus en archivaris
- Albert De Coninck (1915-2006), Belgisch communistisch verzetsstrijder
- Albert Deconinck (1918-1999), Belgisch politicus en syndicalist
- Bert De Coninck (1949), Belgisch zanger en kleinkunstenaar
- Björn De Coninck (1977), Belgisch voetballer
- Christian De Coninck (1960), Belgisch politie-officier en schrijver
- Daniël Deconinck (1921-2004), Belgisch politicus
- David de Coninck (tussen 1642 en 1646-na 1701), Zuid-Nederlands kunstschilder
- François de Coninck (1763-1846)), Zuid-Nederlands en Belgisch advocaat, rechter en politicus
- François De Coninck (1810-1878), Belgisch pianist en componist
- Frank De Coninck (1945-2022), Belgisch diplomaat
- Frans De Coninck (1865-1937), Belgisch notaris en politicus
- Herman De Coninck (1944-1997), Belgisch dichter en schrijver
- Inez De Coninck (1977), Belgisch politica
- Jacques-Félix De Coninck (1791-1866), Zuid-Nederlands en Belgisch pianist en componist
- Jean Eduard De Coninck (1800-1862), Belgisch politicus
- Jilke Deconinck (1995), Belgisch voetballer
- Jo De Coninck (1956), Belgisch politicus
- Jules Deconinck (1897-1979), Belgisch politicus
- Luc Deconinck (1954), Belgisch politicus
- Marc Deconinck (1945), Belgisch politicus
- Monica De Coninck (1956), Belgisch politica
- Nenah De Coninck (1996), Belgisch atlete
- Patrice de Coninck (1770-1827), Zuid-Nederlands jurist
- Philippe De Coninck (1957), Belgisch politicus
- Pieter de Coninck (tussen 1250 en 1260-1332 of 1333), Vlaams wever
- Rani De Coninck (1970), Belgisch presentatrice
- René De Coninck (1907-1978), Belgisch kunstschilder, graficus en illustrator
- Romain Deconinck (1915-1994), Belgisch toneelschrijver, acteur en komiek
- Rudy De Coninck (1950), Belgisch roeier en roeicoach
- Victor Deconinck (?), Nederlands journalist, televisiepresentator, galeriehouder en spreker
- Wim De Coninck (1959), Belgisch voetballer en voetbalcoach
- Charles de Coninck de Merckem (1836-1896), Belgisch politicus
- Pierre de Coninck de Merckem (1882-1963), Belgisch politicus
- Albert De Cordier (1914-2007), Belgisch politicus
- Bruno De Cordier (1967), Belgisch hoogleraar en schrijver
- Thierry De Cordier (1954), Belgisch kunstenaar
- Frans de Cort (1834-1878), Belgisch dichter en Vlaams activist
- Hilde De Cort (1936), Belgisch atlete
- Marcel De Corte (1929-2017), Belgisch voetballer
- Gilles De Coster (1980), Belgisch radio- en televisiepresentator
- Gust De Coster (1953), Belgisch radio- en televisiepresentator
- Maurice De Coster (1890-?), Belgisch voetballer
- Tim De Coster (1983), Belgisch atleet
- Albert Decourtray (1923-1994), Frans aartsbisschop en kardinaal
- Edmond de Coussemaker (1805-1876), Frans schrijver en (etno)musicoloog
- Hanne Decoutere (1980), Belgisch journaliste en nieuwslezer
- Ann De Craemer (1981), Belgisch schrijfster
- Gino De Craemer (1963), Belgisch politicus
- Guido De Craene (1955), Vlaams acteur
- Igor Decraene (1996-2014), Belgisch wielrenner
- Stefaan Decraene (1964), Belgisch bankier
- Jan De Crem (1928-2022), Belgisch politicus
- Pieter De Crem (1962), Belgisch politicus
- Marie-Claire Decroix (1948), Belgisch atlete
- Guillaume de Crombrugghe de Picquendaele (1901-1997), Belgisch burgemeester
- Alexander De Croo (1975), Belgisch politicus en ondernemer
- Herman De Croo (1937), Belgisch politicus
- Stephanie De Croock (1979), Belgisch atlete
- Jean Decroos (1932-2008), Frans cellist
- Jérome Decroos (1890-1956), Belgisch schrijver, hoogleraar en Vlaams activist
- Pascal Decroos (1964-1997), Belgisch journalist
- Urbain De Cuyper (1927-2012), Belgisch politicus

## Ded

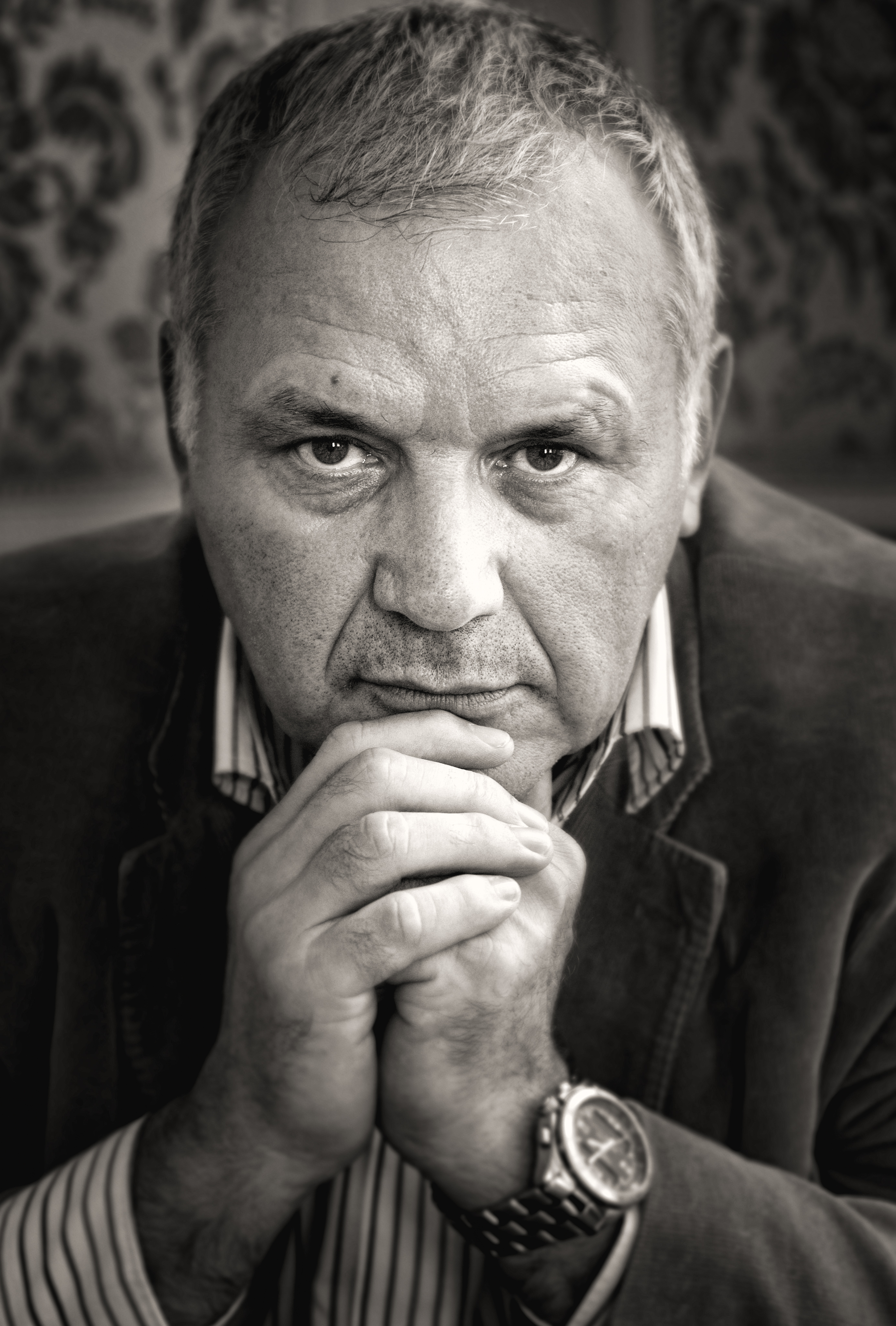
Jean-Marie Dedecker

- Detmer Deddens (1923-2009), Nederlands predikant, theoloog en kerkhistoricus
- Karel Deddens (1924-2005), Nederlands predikant, theoloog en zendeling
- Pieter Deddens (1891-1958), Nederlands predikant, theoloog en kerkhistoricus
- Jim Deddes (1986), Nederlands acteur en schrijver
- Alfdan De Decker (1996), Belgisch wielrenner
- Annick De Decker (1975), Belgisch roeister
- Armand De Decker (1948-2019), Belgisch politicus
- Bertrand De Decker (1944), Belgisch atleet
- Björn De Decker (1989), Belgisch atleet
- Clara De Decker (?), Belgisch radiopresentatrice
- Eduard De Decker (1904-1970), Belgisch operazanger
- Eugène de Decker (1837-1906), Belgisch politicus
- Jean-Marie Dedecker (1952), Belgisch judoka, judokacoach, verzekeringsmakelaar en politicus
- Jean-Pierre De Decker (1945-2001), Belgisch film-, televisie- en theaterregisseur
- Joseph de Decker (1793-1857), Zuid-Nederlands en Belgisch politicus
- Josué De Decker (1879-1953), Belgisch-Nederlands filoloog, leraar en Vlaams activist
- Luc De Decker (1907-1982), Belgisch kunstschilder
- Marc Dedecker (1950), Belgisch schrijver
- Peter Dedecker (1983), Belgisch politicus
- Pieter de Decker (1812-1891), Belgisch politicus en schrijver
- Tijl De Decker (2001-2023), Belgisch wielrenner
- Wim De Decker (1982), Belgisch voetballer en voetbalcoach
- Norbert Dedeckere (1948), Belgisch wielrenner
- August De Decker-Lemaire (1855-1940), Belgisch boekbandontwerper
- Henri De Deken (1907-1960), Belgisch voetballer
- Richard Dedekind (1831-1916), Duits wiskundige
- Otto Deden (1925-2025), Nederlands organist en componist
- Erwin De Deyn (1953), Belgisch syndicalist en vakbondsbestuurder
- Wim De Deyne, (1977), Belgisch shorttracker
- Matija Dedić, (1973-2025), Kroatisch jazzpianist en -componist
- Théophile De Donder, (1872-1957), Belgisch wiskundige, natuurkundige, scheikundige
- Walter De Donder (1960), Vlaams-Belgisch acteur en politicus
- Willem de Dous (18e eeuw), Vlaams dichter uit Frans-Vlaanderen
- Georges Dedoyard (1897-1988), Belgisch architect
- Joseph Dedoyard (1901-1970), Belgisch politicus en vakbondsbestuurder

## Dee
- Daniël Dee (1975), Zuid-Afrikaans dichter
- Sandra Dee (1942-2005), Amerikaans filmactrice
- Bill Deedes (1913-2007), Brits politicus en journalist
- Hailie Deegan (2001), Amerikaans autocoureur
- Tom van Deel (1945-2019), Nederlands literatuurcriticus en dichter
- Jules Deelder (1944), Nederlands dichter en schrijver
- Andrea Deelstra (1985), Nederlands atlete
- Chuck Deely (1954-2017), Amerikaans-Nederlands straatmuzikant
- Helga Deen (1925-1943), Joods-Duits-Nederlands schrijfster en Holocaustslachtoffer
- James Deen (1986), Amerikaans pornoacteur
- Warwick Deeping (1877-1950), Brits schrijver
- Coen Deering (1900-1990), Nederlands politicus
- Dick Dees (1944), Nederlands politicus
- Wim Deetman (1945), Nederlands politicus
- Deezer D (1965), Amerikaans acteur en rapper

## Def

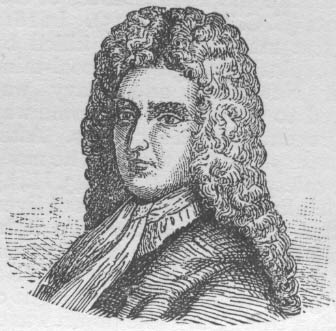
Daniel Defoe

- Francesco De Fabiani (1993), Italiaans langlaufer
- Meseret Defar (1983), Ethiopisch atlete
- Davy De fauw (1981), Belgisch voetballer
- Dirk De fauw (1957), Belgisch politicus
- Hilaire De fauw (1923-1992), Belgisch politicus
- Pieter Defesche (1921-1998), Nederlands kunstenaar
- Jozef De Feyter (1925-2014), Belgisch wielrenner
- Karel De Feyter (1890-1945), Belgisch priester, collaborateur en Vlaams activist
- Moya De Feyter (1993), Belgisch schrijfster en dichter
- René De Feyter (1930-2011), Belgisch ondernemer en bestuurder
- Barbara De Fina (1949), Amerikaans producer
- Guido de Filip (1904-1968), Italiaans roeier
- Nino Defilippis (1932-2010), Italiaans wielrenner
- Nick de Firmian (1957), Amerikaans schaker
- Clement Deflandre (1997), Belgisch atleet
- Alfred De Fleurquin (1906-?), Belgisch atleet
- Daniel Defoe (1660-1731), Engels schrijver
- André Defoort (1914-1972), Belgisch wielrenner
- Bart Defoort (1964), Belgisch jazzklarinettist, jazzsaxofonist en componist
- Eric Defoort (1943-2016), Belgisch historicus, politicus en hoogleraar
- Kris Defoort (1959), Belgisch jazzcomponist en jazzpianist
- Rita Defoort (1914-1972), Belgisch componist, dirigent, trompettist en muziekpedagoog; pseudoniem van André Waignein
- Jackson DeForest Kelley (1920-1999), Amerikaans acteur
- Lee De Forest (1873-1961), Amerikaans uitvinder
- Max Defourny (1998), Belgisch autocoureur
- Odiel Defraeye (1888-1965), Belgisch wielrenner
- Devlin DeFrancesco (2000), Canadees autocoureur
- Gerrit Defreyne (1944), Belgisch politicus
- Def Rhymz (1970-2024), Nederlands rapper

## Deg

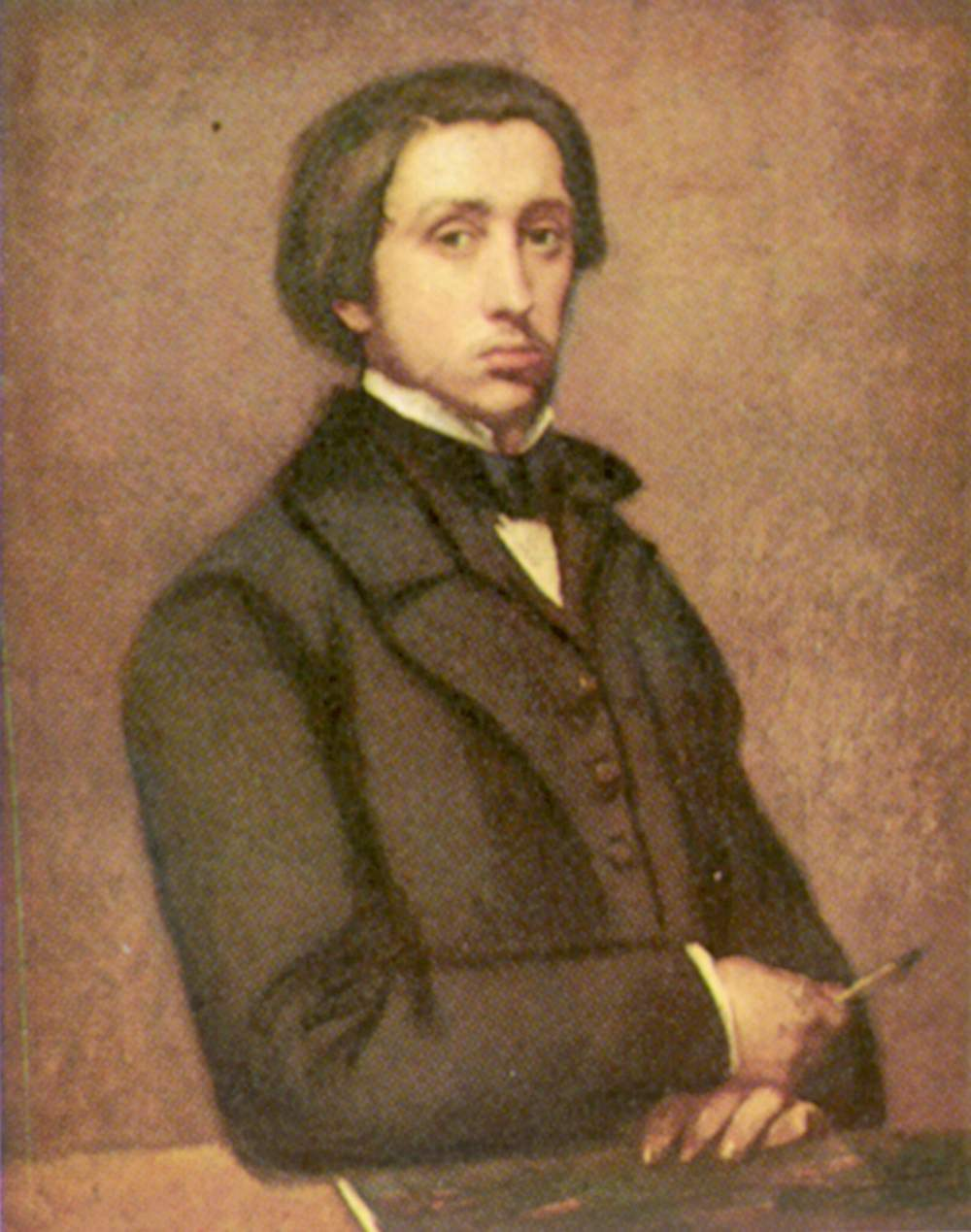
Edgar Degas

- Jan Degadt (1951), Belgisch econoom en hoogleraar
- Peter Degadt (1954), Belgisch bestuurder
- Zoë de Gamond (1806-1854), Belgisch onderwijzeres en feministe
- Edgar Degas (1834-1917), Frans schilder
- Willy De Geest (1947), Belgisch wielrenner
- Emile Degelin (1926-2017), Belgisch regisseur, filmproducent en (scenario)schrijver
- Philipp Degen (1983), Zwitsers voetballer
- Fernand Degens (1923), Belgisch atleet
- Aimé De Gendt (1994), Belgisch wielrenner
- Franky De Gendt (1952), Belgisch wielrenner
- Robert De Gendt (1920-2004), Belgisch vredesactivist en bestuurder van de KWB
- Ruben De Gendt (1987), Belgisch roeier
- Thomas De Gendt (1986), Belgisch wielrenner
- John Degenkolb (1989), Duits wielrenner
- Adrien Deghelt (1985), Belgisch atleet
- Gaby De Geyter (1948), Belgisch atleet
- Julius De Geyter (1830-1905), Belgisch schrijver en journalist
- Pierre De Geyter (1848-1932), Belgisch componist
- Xaveer De Geyter (1957), Belgisch architect en stedebouwkundige
- Diane de Ghouy (1922-2006), Belgisch actrice en hoorspelactrice
- Nelly Degouy (1910-1979), Vlaams kunstenares
- Babette Degraeve (1965), Belgisch beeldhouwer
- Ida Degrande (1910-??), Belgisch atlete
- Leon Degrande (1901-??), Belgisch atleet
- Lindsey De Grande (1989), Belgisch atlete
- Andre De Grasse (1994), Canadees atleet
- Gavin DeGraw (1977), Amerikaans zanger
- Ann De Greef (1967), Belgisch dierenactiviste
- Arnaud De Greef (1992), Belgisch voetballer
- Arthur De Greef (1862-1940), Belgisch componist, pianist en muziekpedagoog
- Eugène De Greef (1900-1995), Belgisch militair en minister
- Francis De Greef (1985), Belgisch wielrenner
- Guillaume De Greef (1842-1924), Belgisch socioloog en hoogleraar
- Hugo De Greef (1953), Belgisch cultuurmanager en theaterdirecteur
- Jolien De Greef (1988), Belgisch presentatrice
- Lien De Greef (1981), Belgisch zangeres, bekend onder de naam Lady Linn
- Peter De Greef (1901-1985), Belgisch illustrator, boekbandontwerper en striptekenaar
- Walter De Greef (1957), Belgisch voetballer
- Willy De Greef (1953), Belgisch acteur
- Henri de Greeve (1892-1974), Nederlands priester, publicist en radiospreker
- Guy Degrenne (1925-2006), Frans ondernemer
- Cédric De Greve (1979), Belgisch hockeyspeler
- Pieter Isidore De Greve (1878-1965), Belgisch politicus
- Vito De Grisantis (1941-2010), Italiaans bisschop
- Marc de Groot (1910-1979), Belgisch kunstenaar
- André De Groote (1940), Belgisch pianist en muziekpedagoog
- Bruno De Groote (1974), Belgisch gitarist
- Els De Groote (1981), Belgisch atlete
- Eugène De Groote (1861-1951), Belgisch politicus
- Gilbert De Groote (1947), Belgisch voetballer
- Hilda De Groote (1945), Belgisch zangeres
- Hubert De Groote (1899-1986), Belgisch politicus en verzetsstrijder
- Jacques de Groote (1927), Belgisch bankier
- Julie De Groote (1964), Belgisch politica
- Koenraad Degroote (1959), Belgisch advocaat en politicus
- Marc De Groote (ca. 1963), Belgisch bestuurder
- Maurice De Groote (1910-1994), Belgisch zanger
- Michel De Groote (1955), Belgisch voetballer
- Mieke De Groote (1958), Belgisch actrice
- Patrick De Groote (1958), Belgisch politicus
- Paul de Groote (1862-1944), Belgisch edelman en diplomaat
- Paul De Groote (1905-1997), Belgisch politicus, hoogleraar en verzetsstrijder
- Paulien De Groote (1973-2018), Belgisch politica en transgender persoon
- Raymond De Groote (1874-1937), Belgisch geestelijke
- Thierry De Groote (1975), Belgisch wielrenner
- William De Groote (1946), Belgisch arts en schrijver
- Wouter Degroote (1978), Belgisch voetballer
- Domien De Gruyter (1921-2007), Vlaams acteur
- Albert De Gryse (1911-1996), Belgisch advocaat en politicus
- Edward De Gryse (1848-1909), Belgisch priester
- Honoré De Gryse (1872-1965), Belgisch politicus en bestuurder
- Livia De Gryse (ca. 1951), Belgisch advocaat
- Albert De Gryse (1911-1996), Belgisch politica en bestuurder
- Philippe De Gryse (1937-2017), Belgisch heemkundige en schrijver
- Karel De Gucht (1954), Belgisch politicus
- Anna De Guchtenaere (1904-2015), Belgisch honderdplusser
- Eugène De Guchtenaere (1852-1906), Belgisch politicus
- Roza de Guchtenaere (1875-1942), Belgisch onderwijzeres, feministe en Vlaams activiste
- Luis de Guindos (1960), Spaans politicus

## Deh

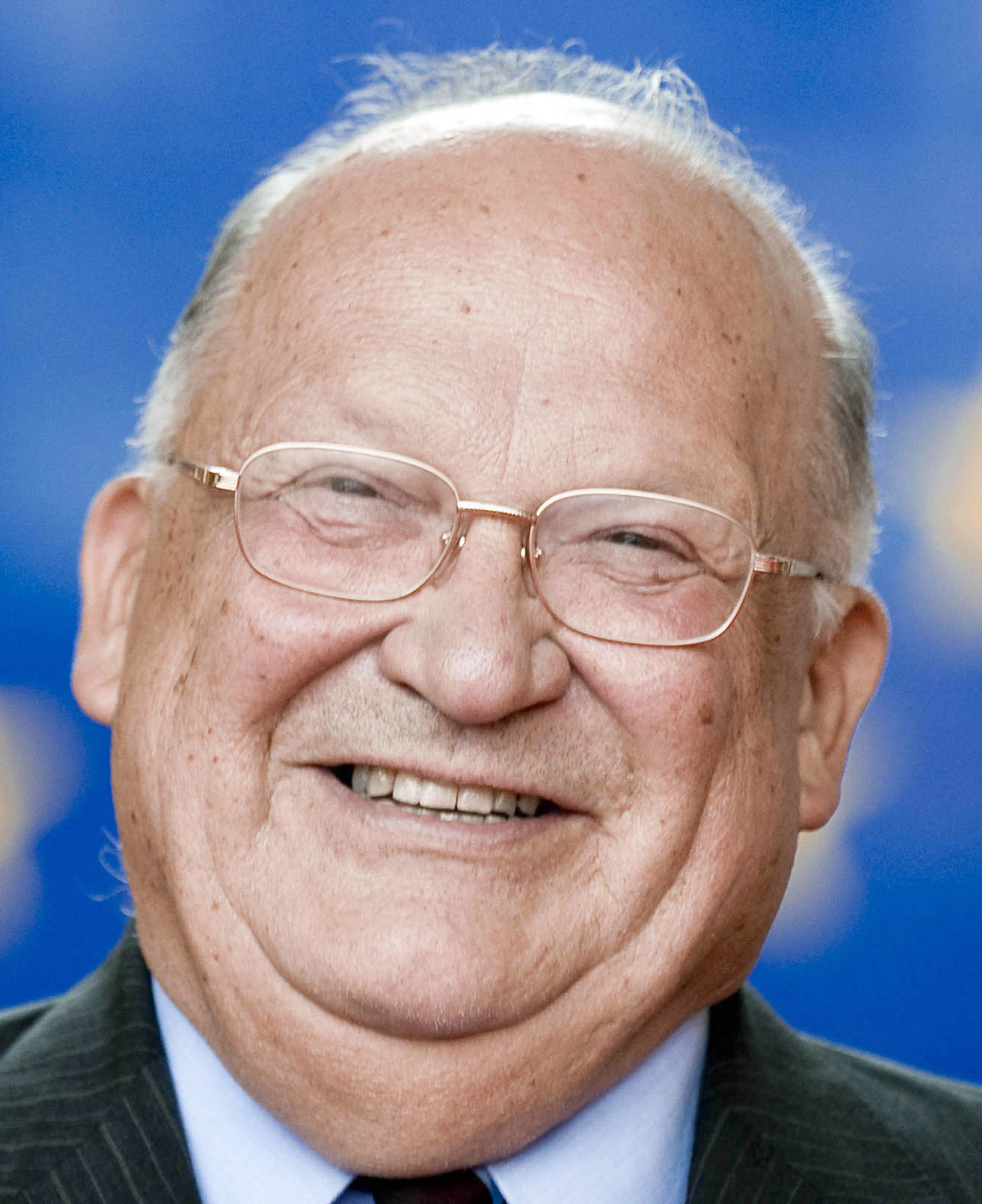
Jean-Luc Dehaene

- Dane DeHaan (1987), Amerikaans acteur
- Jean-Luc Dehaene (1940-2014), Belgisch politicus
- Eduard Dehandschutter (1958), Belgisch politicus
- Lieven Dehandschutter (1901-1996), Belgisch politicus
- Priske Dehandschutter (?), Belgisch actrice en sopraanzangeres
- Senne Dehandschutter (1985), Belgisch acteur
- Geoffrey de Havilland (1882-1965), Brits luchtvaartpionier
- Clément de Hemptinne (1778-1853), Belgisch politicus
- Hildebrand de Hemptinne (1849-1913), Belgisch priester
- Félix-Joseph de Hemptinne (1783-1848), Belgisch textielfabrikant
- Joseph de Hemptinne (1822-1909), Belgisch textielfabrikant
- Marc de Hemptinne (1902-1986), Belgisch natuurkundige
- Raoul de Hemptinne (1884-1945), Belgisch politicus
- Robbe De Hert (1942-2020), Belgisch filmregisseur
- André Dehertoghe (1941-2016), Belgisch atleet
- Hind Dehiba (1979), Marokkaans-Frans atlete
- Hans Dehmelt (1922-2017), Amerikaans natuurkundige en Nobelprijswinnaar
- Luc De Hovre (1926-2009), Belgisch rooms-katholiek hulpbisschop
- Octaaf de Hovre (1876-1951), Belgisch componist

## Dei

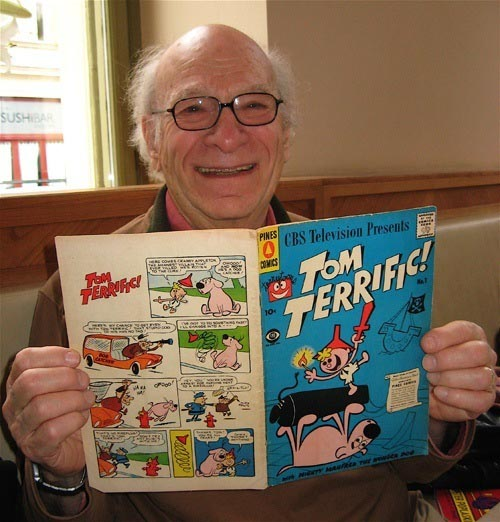
Gene Deitch

- Markus Deibler (1990), Duits zwemmer
- Steffen Deibler (1987), Duits zwemmer
- Alex Deibold (1986), Amerikaans snowboarder
- Philip Deignan (1983), Iers wielrenner
- Frank Deiman (1958), Nederlands musicus
- Sheba Deireragea (1986), Nauruaans gewichthefster
- Sebastian Deisler (1980), Duits voetballer
- Joseph Deiss (1946), Zwitsers econoom en politicus (o.a. bondspresident)
- Gene Deitch (1924-2020), Amerikaans-Tsjechisch animator en regisseur
- Tom Deitz (1952), Amerikaans romanschrijver

## Dej
- Charles Dejace (1856-1941), Belgisch hoogleraar en politicus
- Théo Dejace (1906-1989), Belgisch journalist, syndicalist en politicus
- Brecht Dejaegere (1991), Belgisch voetballer
- Christof Dejaegher (1973), Belgisch CD&V-politicus
- Veerle Dejaeghere (1973), Belgisch atlete
- Edouard de Jans (1855-1919), Belgisch kunstschilder
- Peter De Jersey, Brits acteur
- Piotr Dejmek (1953-2010), Pools acteur
- Godfried Dejonckheere (1952), Belgisch atleet
- Andrée de Jongh (1916-2007), Belgisch verzetsstrijder
- Georges De Jonghe (1917-1998), Belgisch atleet

## Dek

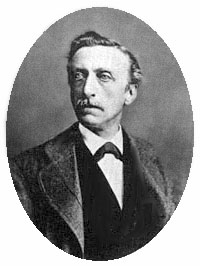
Eduard Douwes Dekker

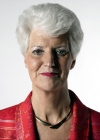
Sybilla Dekker

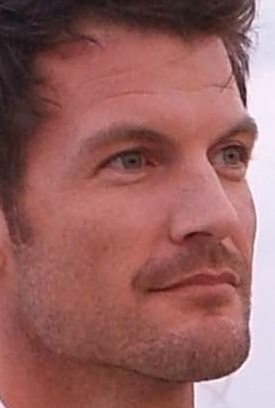
Mark Deklin

- Tim DeKay (1963), Amerikaans acteur
- André De Ké (1935), Vlaams schrijver
- Brian De Keersmaecker (2000), Belgisch voetballer
- François De Keersmaecker (1958), Belgisch bestuurder
- Jozef De Keersmaecker (1860-1931), Belgisch arts en Vlaams activist
- Jules De Keersmaecker (1871-1956), Belgisch advocaat en politicus
- Luc De Keersmaecker (1958), Belgisch schrijver en regisseur
- Anne Teresa De Keersmaeker (1960), Belgisch choreografe
- Anneke De Keersmaeker (1976), Vlaams actrice
- Gino De Keersmaeker (1970), Belgisch paralympisch atleet
- Jolente De Keersmaeker (1967), Belgisch actrice en toneelregisseur
- Paul De Keersmaeker (1929), Belgisch politicus
- Aagje Deken (1741-1804), Nederlands schrijfster
- Bets Dekens (1906-1992), Nederlands atlete
- Robert de Kerchove (1846-1942), Belgisch geestelijke
- André de Kerchove de Denterghem (1885-1945), Belgisch politicus en diplomaat
- Charles de Kerchove de Denterghem (1819-1882), Belgisch politicus
- Constantin de Kerchove de Denterghem (1790-1865), Belgisch politicus
- Marthe de Kerchove de Denterghem (1877-1956), Belgisch feministe
- Oswald de Kerchove de Denterghem (1844-1906), Belgisch politicus en botanicus
- Prosper de Kerchove de Denterghem (1813-1853), Belgisch politicus
- Edgard de Kerchove d'Ousselghem, (1846-1926), Belgisch politicus
- Freddy De Kerpel (1948), Belgisch bokser
- Geert De Kerpel (1967), Belgisch godsdienstwetenschapper
- Maurice De Kerpel (1927-2013), Belgisch politicus
- Nicolas De Kerpel (1993), Belgisch hockeyspeler
- Paul De Kerpel (1933), Belgisch politicus
- Wesley De Kerpel (1988), Belgisch atleet
- Amédée De Keuleneir (1902-1999), Belgisch politicus en syndicalist
- Alidoor De Keyser (1920-2012), Belgisch politicus
- Miel Dekeyser (1932-2017), Belgisch journalist
- Roger Dekeyzer (1906-1992), Belgisch syndicalist, vakbondsbestuurder en politicus
- An Dekker (1931 – 2012), Nederlands beeldhouwer en uitgever
- Cees Dekker (1959), Nederlands natuurkundige
- Daniël Dekker (1960), Nederlands radio-dj
- Desmond Dekker (1941-2006), Jamaicaans componist en zanger (Desmond Adolphus Dacres)
- Eduard Douwes Dekker (1820-1887), Nederlands schrijver
- Erik Dekker (1970), Nederlands wielrenner
- Inge Dekker (1985), Nederlands zwemster
- Jaap Dekker (1947-2020), Nederlands componist en pianist
- Janke Dekker (1963), Nederlands (musical)actrice en televisiepresentatrice
- Klaas Dekker (1875-1946), Nederlands ambtenaar en politicus
- Lia Dekker (1987), Nederlands zwemster
- Nynke Dekker (1971), Nederlands hoogleraar moleculaire biofysica
- Ron Dekker (1966), Nederlands zwemmer
- Sybilla Dekker (1942), Nederlands politica
- Thomas Dekker (1572-1632), Engels toneelschrijver
- Thomas Dekker (1984), Nederlands wielrenner
- Tim Dekker (1993), Nederlands atleet
- Truus Dekker (1922-2022), Nederlands actrice
- Wisse Dekker (1924-2012), Nederlands ondernemer
- Ger Dekkers (1929-2020), Nederlands fotograaf
- Greetje Dekkers (1940-2022), Nederlands politica
- Hans Dekkers (1928-1984), Nederlands wielrenner
- Hans Dekkers (1981), Nederlands wielrenner
- Midas Dekkers (1946), Nederlands bioloog en schrijver
- Ramon Dekkers (1969-2013), Nederlands kickbokser
- Rens Dekkers (1981), Nederlands atleet
- Mark Deklin (1967), Amerikaans acteur en stuntman
- Paul De Knop (1954-2022), Belgisch hoogleraar
- Véronique De Kock (1977), Vlaams presentatrice en model
- Sarah De Koster (1981), Vlaams zangeres
- Alain De Kuyssche (1946-2024), Belgisch journalist en schrijver

## Del

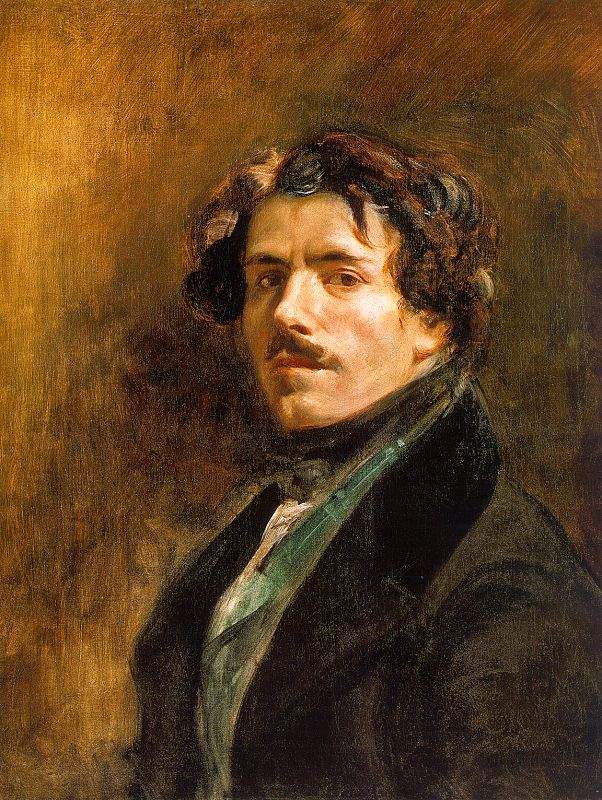
Eugène Delacroix (1837)

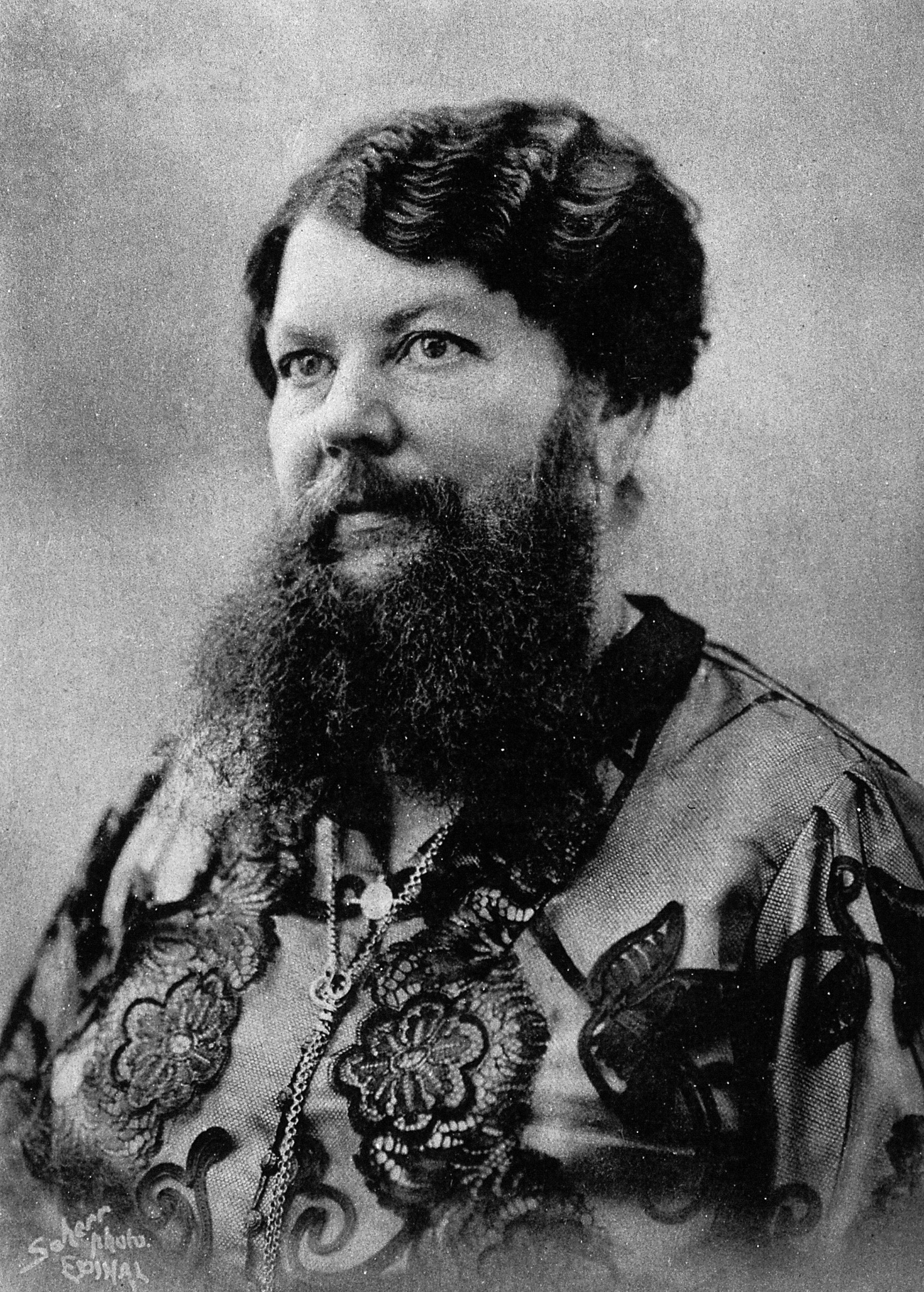
Clémentine Delait

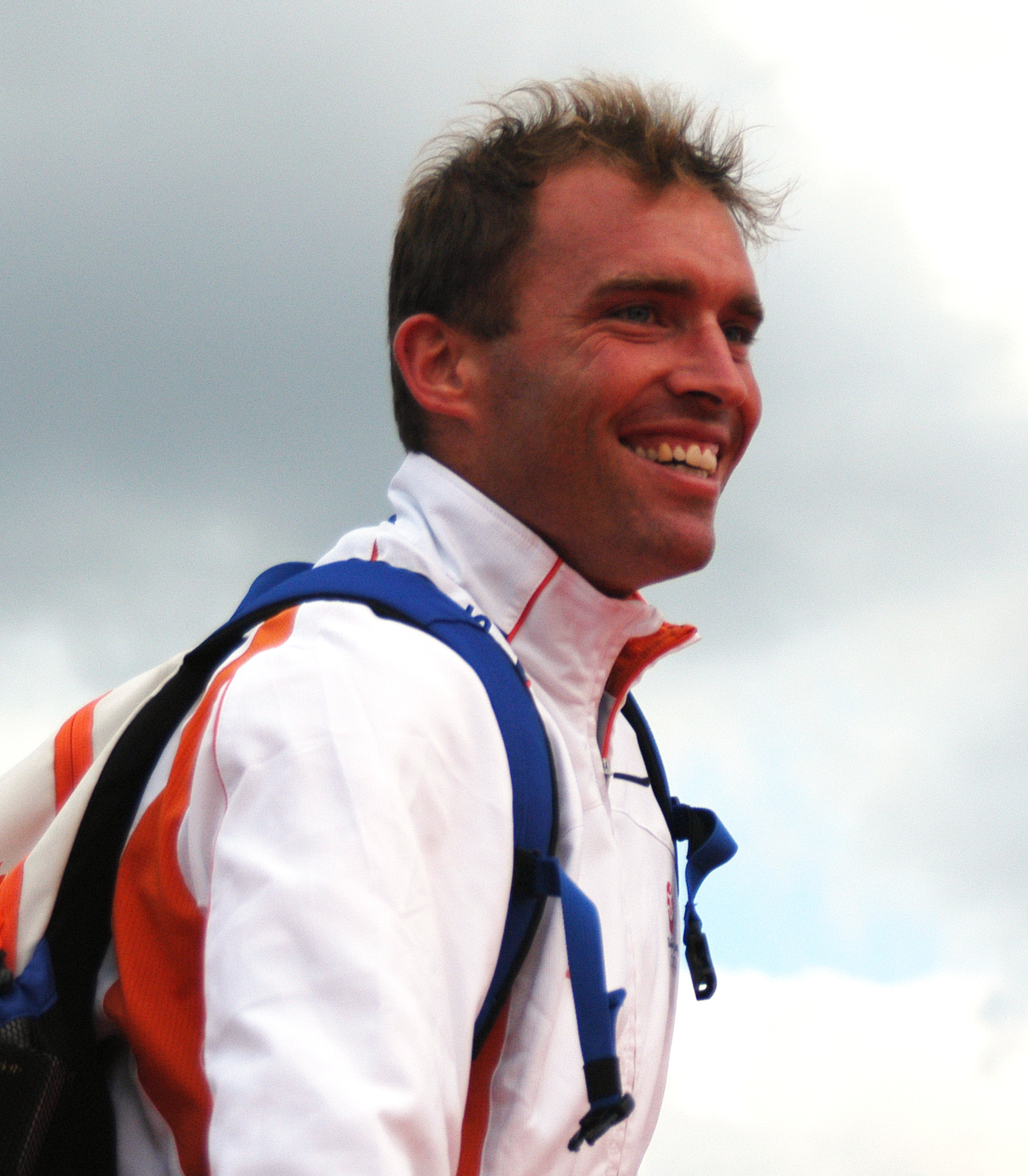
Jeroen Delmee

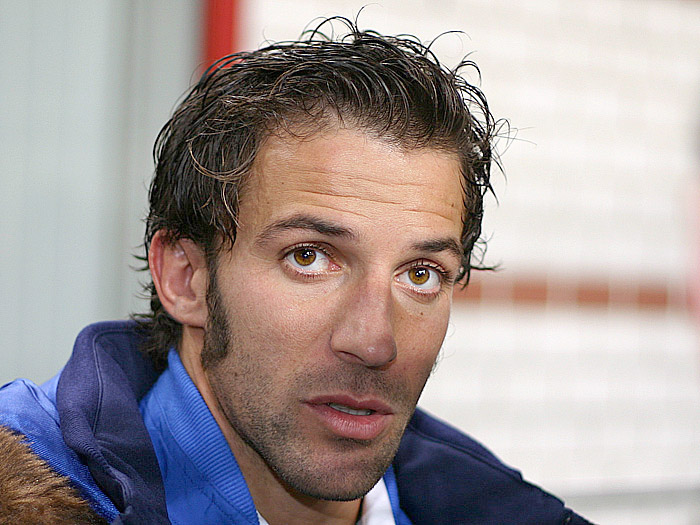
Alessandro Del Piero

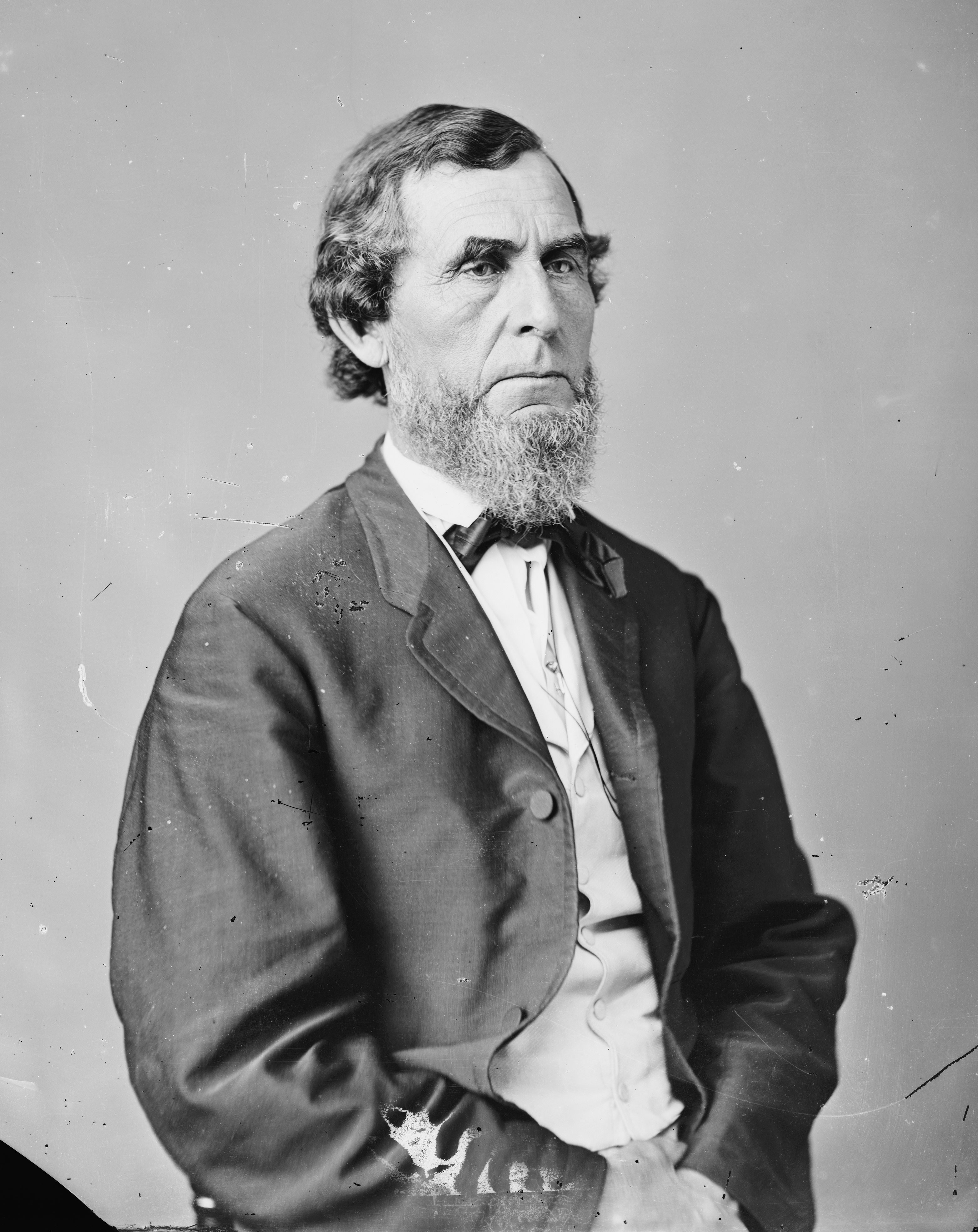
Columbus Delano

- Philippe Delaby (1961-2014), Belgisch striptekenaar
- Matej Delač (1992), Bosnisch-Kroatisch voetbaldoelman
- Blanche Delacroix (1883-1948), tweede vrouw van de Belgische koning Leopold II
- Eugène Delacroix (1798-1863), Frans schilder
- Robert Delannoit (1922-2010), Belgisch atleet
- Arthur De Laender (1890-1966), Belgisch atleet
- Aloïs De Laet (1866-1949), Belgisch kunstschilder
- Felix De Laet (1993), Belgisch dj-producer, bekend onder de artiestennaam Lost Frequencies
- Jan De Laet (1922-2011), Belgisch journalist en ambtenaar
- Jan Jacob Alfried de Laet (1815-1891), Belgisch politicus, schrijver en Vlaams activist
- Johannes de Laet (1581-1649), (Zuid-)Nederlands geograaf en taalkundige
- Marc De Laet (1964), Belgisch politicus
- Ritchie De Laet (1988), Belgisch voetballer
- Juan de la Fuente (1976), Argentijns zeiler
- Mickaël Delage (1985), Frans wielrenner
- Nicol Delago (1996), Italiaans alpineskiester
- Ingrid Delagrange (1958), Belgisch atlete
- Clémentine Delait (1865–1939), Frans caféhoudster met een baard
- Clemens De Landtsheer (1894-1984), Belgisch filmproducent en bestuurder
- Patricia De Landtsheer (1952), Belgisch schrijfster
- Peggy De Landtsheer (1956), Belgisch actrice
- Ashley Delaney (1986), Australisch zwemmer
- Nicholas de Lange (1944), Brits historicus, rabbijn, taalkundige en vertaler
- Columbus Delano (1809-1896), Amerikaans politicus
- Diane Delano (1957-2024), Amerikaans actrice
- Bertrand Delanoë (1950), Frans politicus en burgemeester
- Pierre Delanoë (1918-2006), Frans tekstschrijver
- Mary Delany (1700-1788), Brits papierkunstenaar, botanicus en schrijver
- Gérard Delarge (1884-?), Belgisch atleet
- Jean Delarge (1893-1992), Belgisch atleet
- Stormé DeLarverie (1920-2014), Amerikaans homorechtenactiviste
- Brian Delate (1949), Amerikaans acteur, filmproducent, filmregisseur en scenarioschrijver
- Cosme de la Torriente y Peraza (1872-1956), Cubaans politicus
- Achille Delattre (1879-1964), Belgisch politicus en vakbondsbestuurder
- Adolphe Delattre (1805-1854), Frans ornitholoog
- Dino De Laurentiis (1919-2010), Italiaans filmproducent
- Florence Delay (1941-2025), Frans actrice, schrijfster en scenarioschrijfster
- Joseph Delbaere (1887-1972), Belgisch schrijver en heemkundige
- Michel Delbaere (1953), Belgisch ondernemer en bestuurder
- Pieter Delbaere (1882-1957), Belgisch bestuurder
- Maria Jacoba Delbaere-Prins (1896-?), Nederlands schrijfster
- Alessandro Delbianco (1997), Italiaans motorcoureur
- Lisa del Bo (1961), Belgisch zangeres; pseudoniem van Renilde Goossens
- Christopher Del Bosco (1982), Canadees freestyleskiër
- Max Delbrück (1906-1981), Duits-Amerikaans biofysicus en Nobelprijswinnaar
- Laura del Colle (1983), Argentijns hockeyster
- Alexandre Delcommune (1855-1922), Belgisch officier
- Yvonne Delcour (1932-2024), pseudoniem van Yvonne Verschueren, Belgisch actrice
- Guillaume Delcourt (1825-1898), Belgisch zeevaarder en ingenieur
- Marie Delcourt (1891-1979), Belgisch klassiek filologe, historica, hoogleraar en feministe
- Andrée Delcourt-Pêtre (1937), Belgisch politica
- Claude Delcroix (1931), Belgisch politicus
- Désiré Delcroix (1823-1887), Belgisch schrijver
- Hannes Delcroix (1999), Belgisch voetballer
- Leo Delcroix (1949), Belgisch politicus
- Ludo Delcroix (1950), Belgisch wielrenner
- Nathalie Delcroix (1976), Belgisch zangeres
- Roger Delcroix (1928-2010), Belgisch politicus en syndicalist
- Ferry van Delden (1892-1965), Nederlands tekstdichter
- Lex van Delden (1919-1988), Nederlands componist
- Lex van Delden (1947-2010), Nederlands acteur
- Michel Delebarre (1946-2022), Frans politicus
- Victor Delecourt (1806-1853), Belgisch advocaat, journalist en rechter
- Alessio Deledda (1994), Italiaans autocoureur
- Herman Deleeck (1928-2002), Belgisch econoom en politicus
- Andreas Prudent, baron De Leenheer (1941-2022), Belgisch bioloog en hoogleraar
- Adele de Leeuw (1899-1988), Amerikaans-Nederlands kinderboekenschrijfster
- Brigitte De Leeuw (1957), Belgisch atlete
- Eddy De Leeuw (1956-2015), Belgisch atleet
- Jan De Leeuw (1968), Belgisch kinderboekenschrijver en psycholoog
- Jean Ghisbert de Leeuw (1792-1871), Belgisch politicus
- Joris De Leeuw (1909-2001), Belgisch militair
- Mattias De Leeuw (1989), Belgisch kinderboekenschrijver en -illustrator
- Rudy De Leeuw (1953), Belgisch vakbondsleider
- Sabrina De Leeuw (1974), Belgisch atlete
- Yana De Leeuw (1990), Belgisch volleybalster
- Megan Delehanty (1968), Canadees roeister
- Hippolyte Delehaye (1859-1941), Belgisch jezuïet en hagiograaf
- Jacques Delelienne (1928-2020), Belgisch atleet
- Ary Delen (1883-1960), Vlaams schrijver
- Jef Delen (1976), Belgisch voetballer
- Charles Delestraint (1879-1945), Frans verzetsstrijder
- Jean-Denis Délétraz (1963), Zwitsers autocoureur
- Louis Delétraz (1997), Zwitsers autocoureur
- Idalis DeLeon (1966), Amerikaans actrice, zangeres en VJ
- Frank Deleu (1952), Belgisch beiaardier, componist en radioproducer
- Agustín Delgado (1974), Ecuadoraans voetballer
- Francisco Delgado (1864-1964), Filipijns advocaat, rechter, diplomaat en politicus
- Lota Delgado (1921-2009), Filipijns actrice
- Johnny Delgado (1948-2009), Filipijns acteur
- Martin Delgado (1858-1918), Filipijns generaal
- Pedro Delgado (1960), Spaans wielrenner
- José Delgado Guerra (1754-1801), Spaans torero, bekend onder de bijnaam Pepe-Hillo
- Guy Delhasse (1933-2025), Belgisch voetbaldoelman
- Philippe Delhaye (1912-1990), Belgisch moraaltheoloog en mediëvist
- George DelHoyo (1953), Amerikaans acteur
- Chris D'Elia (1980), Amerikaans acteur, filmproducent, scenarioschrijver en komiek
- Silvina D'Elia (1986), Argentijns hockeyster
- Rasim Delić (1949-2010), Bosnisch moslimmilitair en verdachte van oorlogsmisdaden
- Jan de Lichte (1723-1748), Vlaams bendeleider
- Pierre Deligne (1944), Belgisch wiskundige
- Bruno De Lille (1973), Belgisch politicus
- Jozef De Lille (1896-1985), Belgisch politicus
- Léon De Lille (1897-1995), Belgisch politicus
- Patricia de Lille (1951), Zuid-Afrikaans politica
- Victor De Lille (1863-1940), Belgisch journalist, schrijver, politicus, drukker en uitgever
- Albert Delin (1712-1771), Vlaams klavecimbelbouwer
- Michel Delire (1933-2006), Belgisch voetballer en voetbalcoach
- Marc Delissen (1965), Nederlands hockeyer
- Aaf Dell (1893 - 1975), Nederlands verzetsstrijder
- Glen Dell (1962), Zuid-Afrikaans piloot
- Joseph Sébastien della Faille d'Assenede (1756-1830), burgemeester van Gent (België)
- Hugo Dellas (1943-2021), Vlaams zanger en acteur
- Alfred Deller (1912-1979), Brits contratenor
- Keith Deller (1959), Engels darter
- Ron Dellow (1914-2013), Brits voetballer en voetbaltrainer
- François Delloye (1888-1958), Belgisch atleet
- Emmanuel III Delly (1927-2014), Iraaks patriarch en kardinaal
- Hélène Delmée (1987), Belgisch hockeyspeelster
- Jeroen Delmee (1973), Nederlands hockeyer
- Myriam Delmée (?), Belgisch syndicaliste en vakbondsbestuurster
- Ephrem Delmotte (1905-1997), Belgisch beiaardier en componist
- Rod Delmonico (1958), Amerikaans honkbalcoach
- Liza Del Mundo (1975), Amerikaans (stem)actrice
- Matthew Del Negro (1972), Amerikaans acteur
- Joep Delnoye (1934), Nederlands atleet
- Janay DeLoach (1985), Amerikaans atlete
- Alain Delon (1935-2024), Frans acteur
- Anthony De Longis (1950), Amerikaans acteur, stuntman en gevechtschoreograaf
- Bart De Loof (1973), Belgisch atleet
- Catie DeLoof (1997), Amerikaans zwemster
- Gabby DeLoof (1996), Amerikaans zwemster
- Pierre-Marie Deloof (1964), Belgisch roeier
- John De Lorean (1925-2005), Amerikaans ingenieur en autofabrikant
- Peter Delorge (1980), Belgisch voetballer
- Danièle Delorme (1926-2015), Frans actrice
- Jacques Delors (1925-2023), Frans politicus
- Kamar De Los Reyes (1967-2023), Puerto Ricaans acteur
- Alfred Delourme (1921-1996), Belgisch syndicalist en politicus
- Paul Delouvrier (1914-1995), Frans bestuurder en stadsontwikkelaar
- Michel Delpech (1946-2016), Frans chansonnier en romanschrijver
- Alessandro Del Piero (1974), Italiaans voetballer
- Bruno Del Pino (2006), Spaans autocoureur
- Caroline Delplancke (1967), Belgisch atlete
- Carla Del Ponte (1947), Zwitsers advocate en openbaar aanklager
- Juan Martín del Potro (1988), Argentijns tennisser
- Eduardo del Río of Rius (1934-2017), Mexicaans illustrator en striptekenaar
- Klaas Delrue (1976), Belgisch muzikant
- Patrick Delsemme (1974-2022), Belgisch snookerspeler
- Janine Delruelle (1931-2022), Belgisch volksvertegenwoordiger
- Brad Delson (1978), Amerikaans gitarist
- Jos Deltrap (1909-1973), Nederlands architect
- Gabriel Deluc (1883-1915), Frans schilder
- João de Lucca (1990), Braziliaans zwemmer
- Dom DeLuise (1933-2009), Amerikaans acteur
- Paul Delvaux (1897-1994), Belgisch schilder
- Leonardo Del Vecchio (1935-2022), Italiaans zakenman
- Isi Delvigne (1882-1959), Belgisch redacteur, syndicalist, vakbondsbestuurder en politicus
- Jean-Pierre Delville (1951), Belgisch bisschop
- Edgard Delvo (1905-1999), Belgisch syndicalist en collaborateur
- Leo Delwaide (1897-1978), Belgisch politicus en burgemeester
- Marie Delwaide (1900-1966), Belgisch politica en burgemeester

## Dem

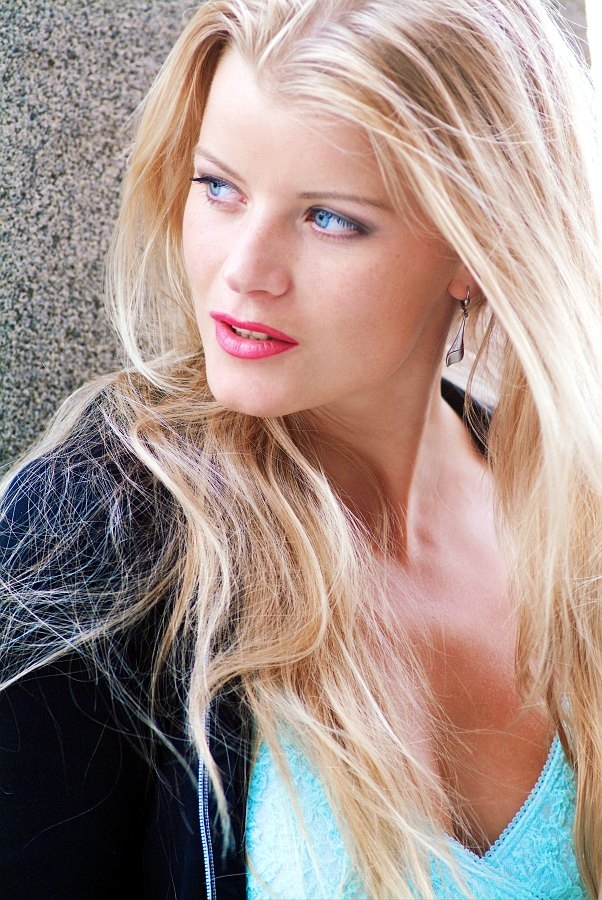
Lea De Mae

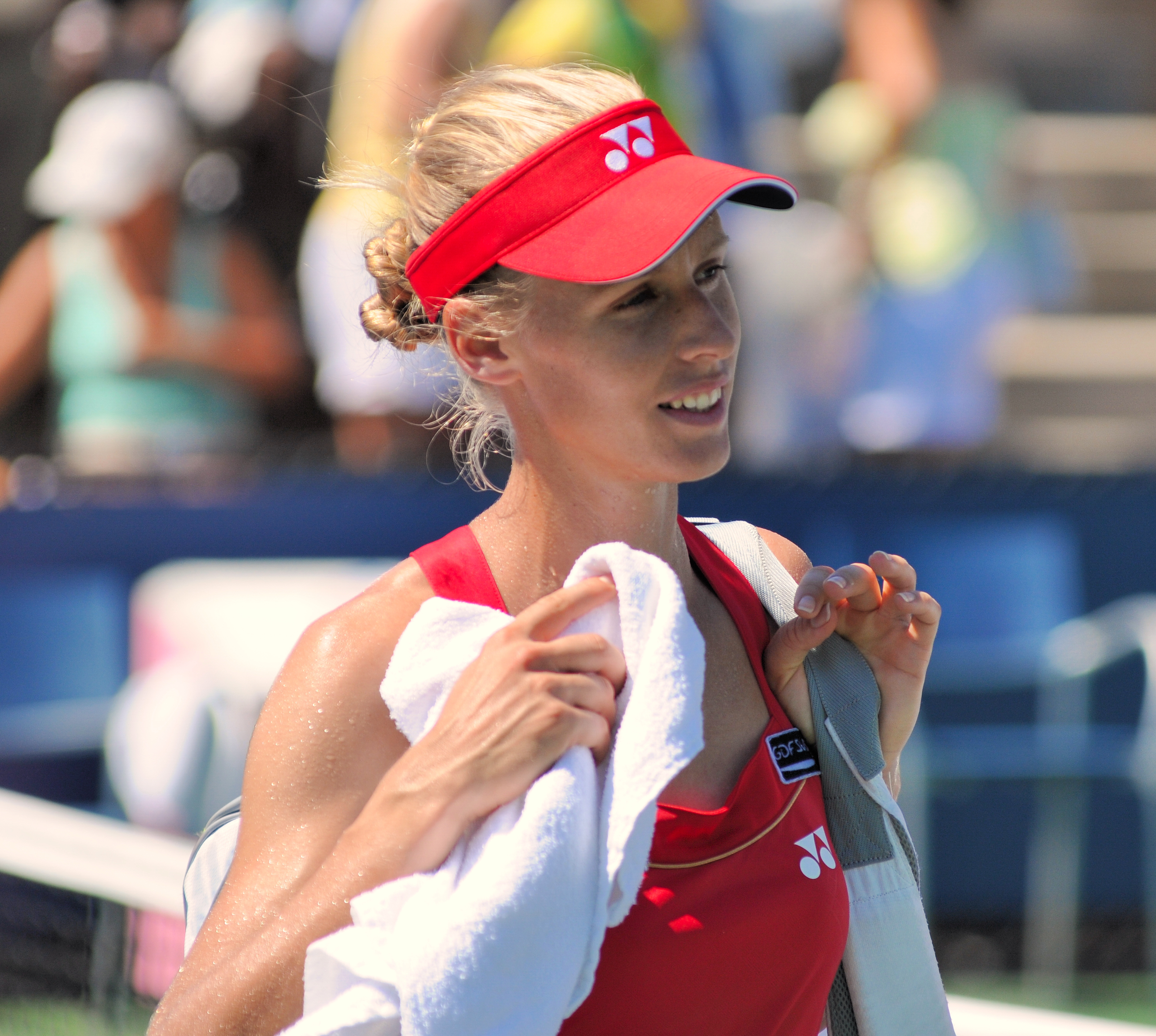
Jelena Dementjeva (2010)

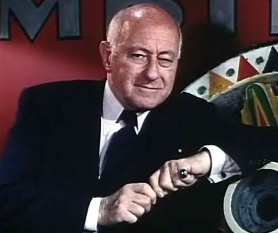
Cecil B. DeMille (1952)

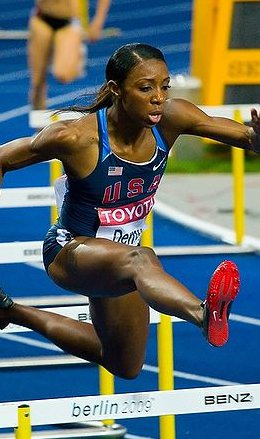
Lashinda Demus

- Lea De Mae (1976-2004), Tsjechisch schoonspringster en pornoactrice
- Carolina De Maegd-Soëp (1934-2012), Belgisch slaviste en hoogleraar
- Edith Demaertelaere (1964), Belgisch atlete
- Edmond De Maertelaere (1876-1938), Belgisch kunstschilder
- Joeri De Maertelaere (1975), Belgisch politicus
- Louis De Maertelaere (1819-1864), Belgisch kunstschilder
- Luigi De Magistris (1926-2022), Italiaans kardinaal
- Edmond Deman (1857-1918), Belgisch mecenas en uitgever
- Patrick Deman (1968), Belgisch voetbaldoelman
- Jean Demannez (1949-2021) Belgisch politicus
- Mario De Marchi (1949), Belgisch atleet
- Jozef Demaré (1928-2019), Belgisch acteur
- Patrick Demarchelier (1943-2022), Frans modefotograaf
- Mousa Dembélé (1987), Belgisch voetballer
- Mateusz Demczyszak (1986), Pools atleet
- Norbert De Meerschman (1923-2013), Belgisch syndicalist en politicus
- Annelies De Meester (1976), Belgisch atlete
- Rita Demeester (1946-1993), Belgisch dichteres
- Wivina Demeester (1943), Vlaams politica
- Anne Demelenne (1957), Belgisch syndicaliste en vakbondsbestuurster
- Zachary Claman DeMelo (1998), Canadees autocoureur
- Elena Dementieva (1981), Russisch tennisster
- Jelizaveta Dementjeva (1928-2022), Russisch kanovaarster
- Dominic Demeritte (1978), Bahamaans atleet
- Kevin De Mesmaeker (1991), Belgisch wielrenner
- Mark Demesmaeker (1958), Belgisch presentator en politicus
- Paul De Mesmaeker (1963), Belgisch voetballer
- Adolphe Demets (1879-1947), Belgisch politicus en vakbondsbestuurder
- Ferdinand (Fernand) Charles Gustave Demets (1884-1952), Belgisch politicus
- Gabriëlle Demets (1899-2010), Belgisch honderdplusser, oudste levende persoon in België
- Marcel Demets (1913-1984), Belgisch politicus
- Stéphane Demets (1976), Belgisch voetballer
- Willem Demets (1894-1957), Amerikaans-Belgisch politicus
- Chris Demetral (1976), Amerikaans acteur
- André De Meulemeester (1894-1973), Belgisch militair en vliegenier
- Marnic De Meulemeester (1957), Vlaams politicus
- Omer De Mey (1923-2008), Belgisch politicus
- Adolf de Meyer (1868-1949), Duits-Frans fotograaf, schilder en kunstverzamelaar
- Cornelis de Meyer (16e eeuw), Zuid-Nederlands koopman
- Désiré De Meyer (1833-1926), Belgisch geneesheer en kunstverzamelaar
- Emiel De Meyer (1931-2018), Belgisch volkszanger
- Godelieve Maria De Meyer (1923-2001), Belgisch geschiedkundige
- Isaac De Meyer (1788-1861), Belgisch chirurgijn
- Jan De Meyer (1921-2014), Belgisch rechtsgeleerde en hoogleraar
- Jan De Meyer (1961), Belgisch sinoloog en vertaler
- Johnny De Meyer (1979), Belgisch acteur en toneelregisseur
- Jonas De Meyer (1984), Belgisch atleet
- Jos De Meyer (1950), Belgisch politicus
- Leon De Meyer (1928-2006), Belgisch hoogleraar
- Magda De Meyer (1954), Belgisch politica
- Maurits De Meyer (1895-1970), Belgisch volkskundige
- Michiel De Meyer (1993), Belgisch acteur
- Olga de Meyer (1871-1930), Brits edelvrouw, schrijfster en model
- Patrick De Meyer (?), Belgisch muziekproducer
- Paul De Meyer (1922-2012), Belgisch architect
- Peggy De Meyer (1964), Belgisch weervrouw en journaliste
- Sabine De Meyer (?), Belgisch striptekenares
- Willem de Meyer (1899-1983), Belgisch onderwijzer, accordeonist, zanger en Vlaams activist
- Jo De Meyere (1939), Belgisch acteur
- Vladimir Demichov (1916-1998), Russisch wetenschapper, chirurg en pionier van de transplantiekunde
- Akinfi Demidov (1678-1745), Russisch industrieel
- Anatoli Demidov (1812-1870), Russisch industrieel
- Nikita Demidov (1656-1725), Russisch industrieel
- Nikolaj Demidov (1774-1828), Russisch industrieel
- Pavel Demidov (1738-1821), Russisch wetenschapper
- Valeria Demidova (2000), Russisch freestyleskiester
- Cecil B. DeMille (1881-1959), Amerikaans filmregisseur
- Julia Demina (1969), Russisch schaakster
- Aykut Demir (1988), Turks-Nederlands voetballer
- Erdin Demir (1990), Zweeds-Turks voetballer
- Muhammet Demir (1992), Turks voetballer
- Zuhal Demir (1980), Belgisch politica
- Ciriaco Luigi De Mita (1928-2022), Italiaans politicus
- John Demjanjuk (1930-2012), Oekraïens(-Amerikaans) automonteur en vrijgesproken verdachte van oorlogsmisdaden
- Jakub Deml (1878-1961), Tsjechisch schrijver en dichter
- Jonathan Demme (1944-2017), Amerikaans filmregisseur, producer en scenarioschrijver
- Henry Demmeni (1830-1886), Nederlands militair
- Letty Demmers-van der Geest (1952), Nederlands politica en politiefunctionaris
- Gunter Demnig (1947), Duits beeldend kunstenaar
- Democritus (5e eeuw v.C.), Grieks filosoof en astronoom
- Antoine Demoitié (1990-2016), Belgisch wielrenner
- Jasper Demollin (1991), Nederlands acteur, presentator en zanger
- Dirk Demol (1959), Belgisch wielrenner
- Els Demol (1958), Belgisch politica
- Frans Demol (1895-1966), Belgisch voetballer en voetbalcoach
- Johan De Mol (1949), Vlaams politicus
- Johan Demol (1957), Belgisch politiecommissaris en politicus
- Stéphane Demol (1966-2023), Belgisch voetballer en voetbalcoach
- Mylène Demongeot (1935-2022), Frans actrice
- Fernand De Mont (1926-1991), Belgisch dirigent
- Paul de Mont (1895-1950), Belgisch schrijver en politicus
- Pol de Mont (1857-1931), Belgisch schrijver, dichter, redacteur en Vlaams activist
- Rick DeMont (1956), Amerikaans zwemmer
- Bob De Moor (1925-1992), Belgisch striptekenaar
- Bob De Moor (1949), Belgisch acteur en regisseur
- Jacques De Moor (1924), Belgisch atleet
- Augustus De Morgan (1806-1871), Brits wiskundige en logicus
- Demosthenes (+413 v.C), Grieks militair
- Demosthenes (384-322 v.C.), Grieks redenaar en politicus
- Grégoire Demoustier (1991), Frans autocoureur
- Clint Dempsey (1983), Amerikaans voetballer
- Albert Demtsjenko (1971), Russisch rodelaar
- Andrej Demtsjenko (1976), Oekraïens voetballer
- Eddy de Mûelenaere (1953), Belgisch ondernemer
- Frans De Mulder (1937-2001), Belgisch wielrenner
- Marcel De Mulder (1928-2011), Belgisch wielrenner
- Luc Demullier (1962), Belgisch politicus, redacteur, journalist en bestuurder
- Filiep De Munnynck (1873-1925), Belgisch syndicalist, redacteur en politicus
- Lashinda Demus (1983), Amerikaans atlete
- Gust De Muynck (1897-1986), Belgisch ambtenaar en bestuurder
- Johan De Muynck (1944), Belgisch ondernemer en bestuurder
- Johan De Muynck (1948), Belgisch wielrenner
- Lucien De Muynck (1931-1999), Belgisch atleet
- Viviane De Muynck (1946), Belgisch actrice
- Ward Demuyt (1935-2023]), Belgisch volksvertegenwoordiger en burgemeester
- Remi De Muyter (1900-1969), Belgisch burgemeester

## Den

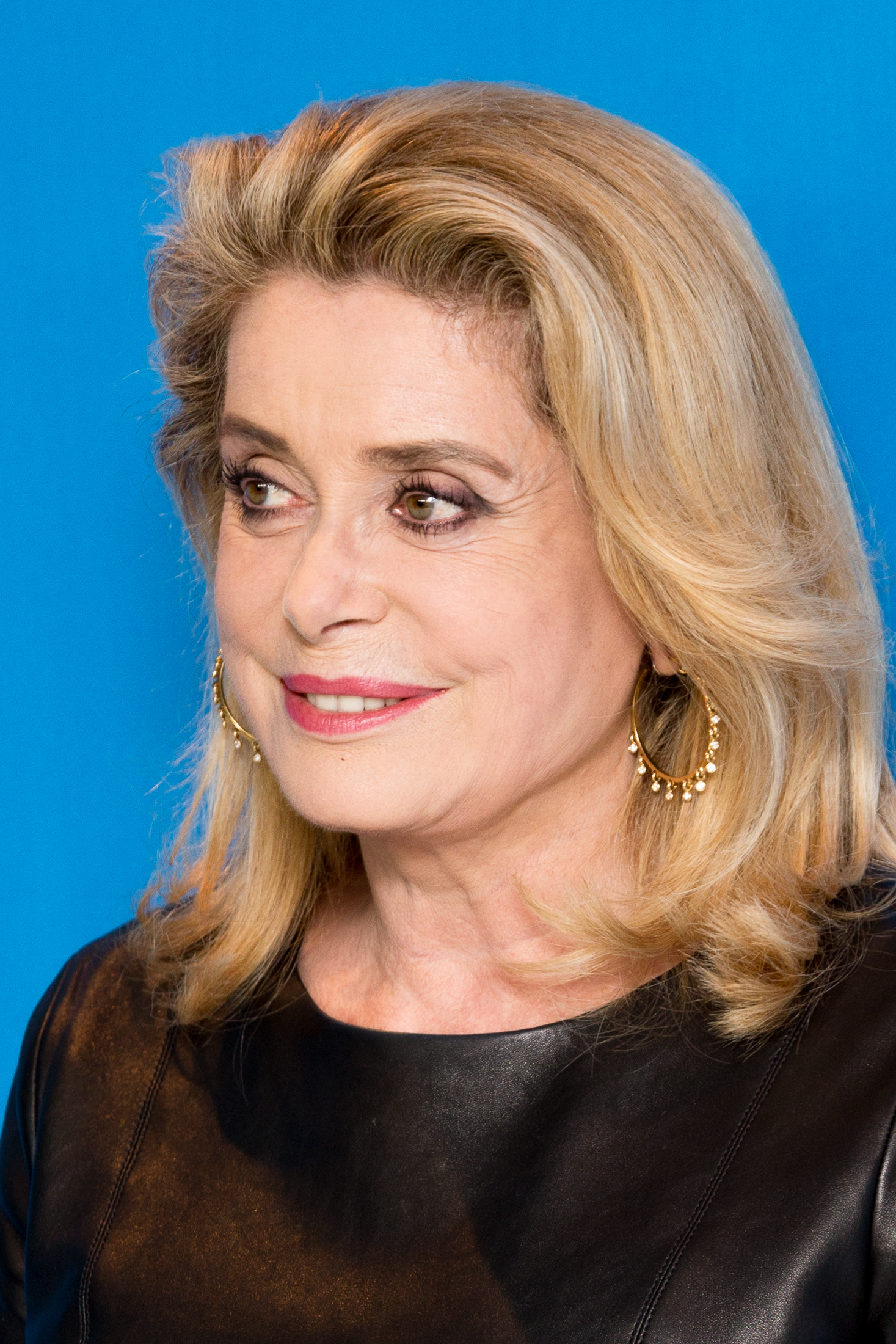
Catherine Deneuve

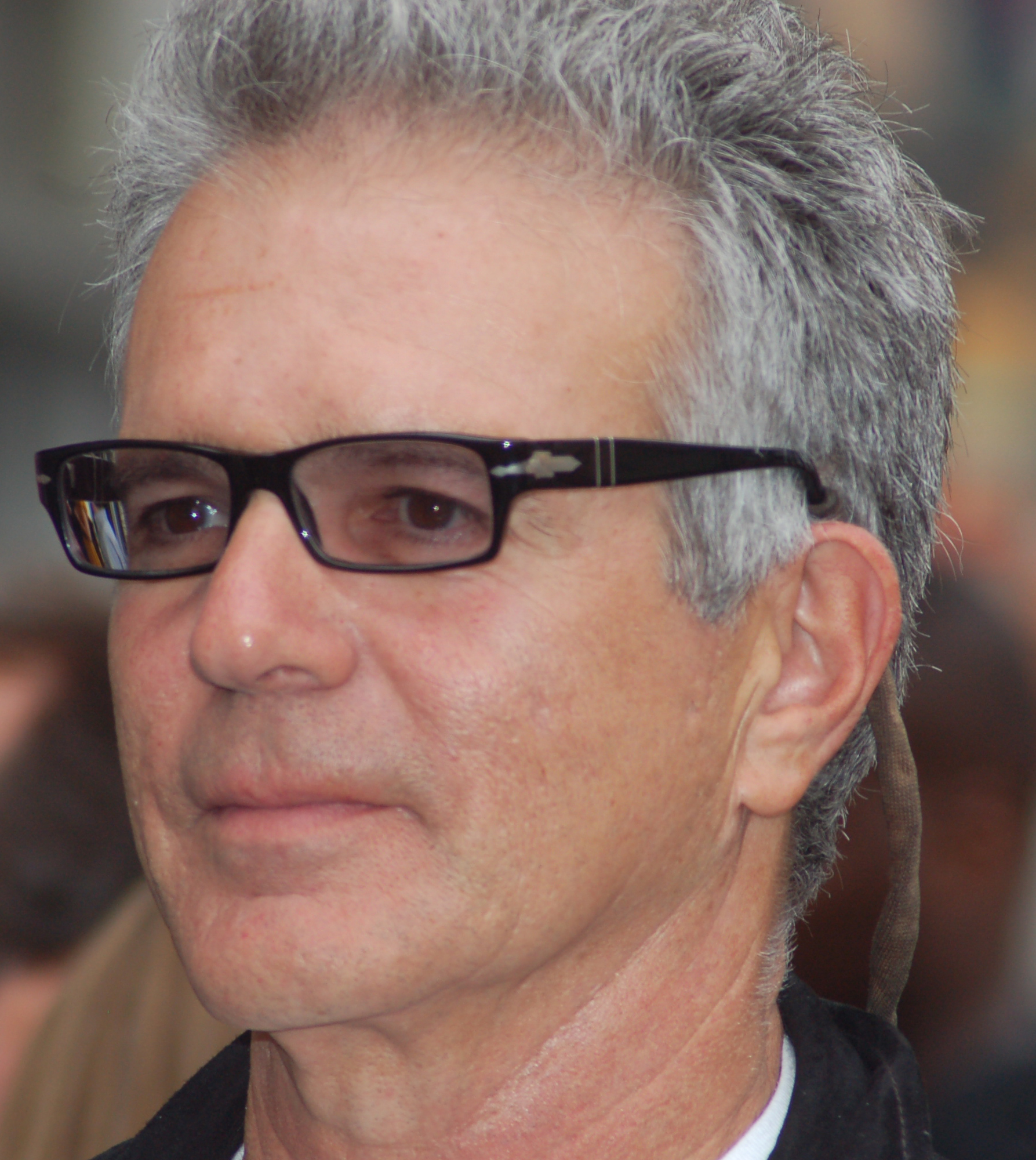
Tony Denison, 2009

- Bob Denard (1929-2007), Frans militair, politiefunctionaris, geheime dienstmedewerker en huurlingenleider
- Kara Denby (1986), Amerikaans zwemster
- Judi Dench (1934), Brits actrice
- Ad van Denderen (1943), Nederlands fotograaf
- Roger M.J. De Neef (1941), Belgisch dichter, journalist en essayist
- Steven De Neef (1971), Belgisch wielrenner
- Patrick Deneen (1987), Amerikaans freestyleskiër
- Nikolai van Denemarken (1999), Deens prins
- Antoine Denert (1946), Belgisch politicus en burgemeester
- Catherine Deneuve (1943), Frans filmactrice en -producente
- Rita Deneve (1944-2018), Belgisch zangeres
- Deng Yaping (1973), Chinees tafeltennisster
- Deng Xiaoping (1904-1997), Chinees politicus en politiek leider
- Christopher Denham, Amerikaans acteur, filmregisseur, filmproducent en scenarioschrijver
- Wendy Den Haeze (1985), Belgisch atlete
- Jean-François Deniau (1928-2007), Frans ambtenaar, schrijver, politicus, diplomaat, mensenrechtenactivist en journalist
- Wilhelm Denifl (1980), Oostenrijks noordse combinatieskiër
- Bart De Nijn (1954), Belgisch politicus
- Robert De Niro (1943), Amerikaans acteur
- Dadi Denis (1976), Haïtiaans atleet
- Harry Dénis (1896-1971), Nederlands voetballer
- Henri Denis (1877-1957), Belgisch militair en politicus
- Marcel Denis (atleet) (1920), Belgisch atleet
- Valentin Denis (1916-1980), Belgisch kunsthistoricus en hoogleraar
- Alexis Denisof (1966), Amerikaans acteur
- Tony Denison (1949), Amerikaans acteur
- Karl Denke (1870-1924), Duits crimineel
- Arnold Denker (1914-2005), Amerikaans schaker
- Albena Denkova (1974), Bulgaars ijsdanseres
- Romano Denneboom (1981), Nederlands voetballer
- Barry Dennen (1938-2017), Amerikaans acteur
- Daniel Dennett (1942-2024), Amerikaans filosoof
- Kat Dennings (1986), Amerikaans actrice
- Cathy Dennis (1969), Engels zangeres
- Hugh Dennis (1962), Brits komiek, schrijver en acteur
- Jake Dennis (1995), Brits autocoureur
- Paula Dennis (1929), Nederlands zangeres
- Peter Dennis (1933-2009), Engels acteur
- Rohan Dennis (1990), Australisch wielrenner
- Simon Dennis (1976), Brits roeier
- Stefan Dennis (1958), Australisch acteur
- Jean De Nooze (?), Belgisch vakbondsbestuurder
- Belayneh Densamo (1965), Ethiopisch atleet
- John Densmore (1944), Amerikaans drummer
- Stefano Denswil (1993), Nederlands voetballer
- Catherine Dent (1965), Amerikaans actrice
- Esmée Denters (1988), Nederlands zangeres
- Achiel Denys (1878-1933), Belgisch activist binnen de Vlaamse beweging
- André Denys (1948-2013), Belgisch politicus
- Damiaan Denys (1965), Belgisch filosoof, psychiater en hoogleraar
- Daniël Denys (1938-2008), Belgisch politicus
- Eligius Denys (1875-1934), Belgisch politicus
- Lieve Denys (1922-2012), Belgisch genealoge en feministe
- Willem Denys (1911-1983), Belgisch schrijver en volkskundige
- Cynthia Denzler (1983), Colombiaans alpineskiester

## Deo
- Michel Déon (1919-2016), Frans schrijver

## Dep

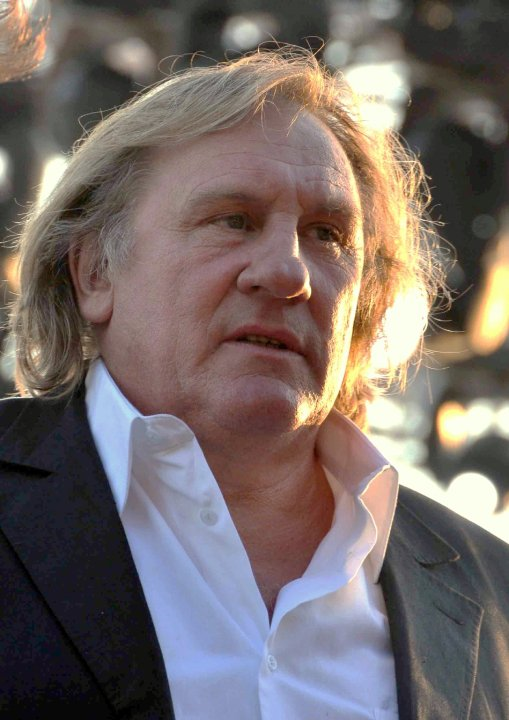
Gérard Depardieu (2010)

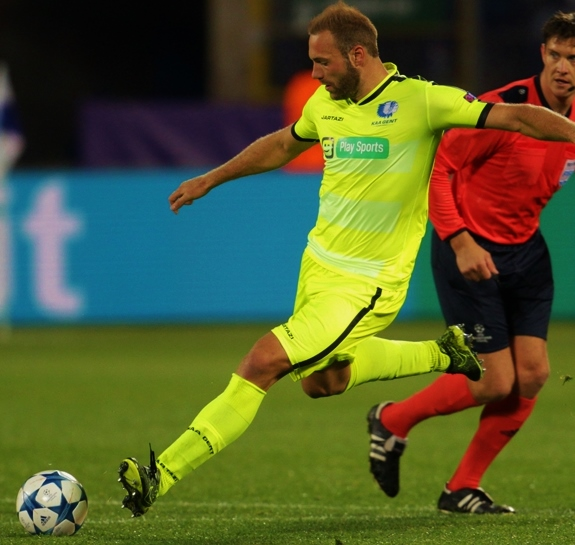
Laurent Depoitre

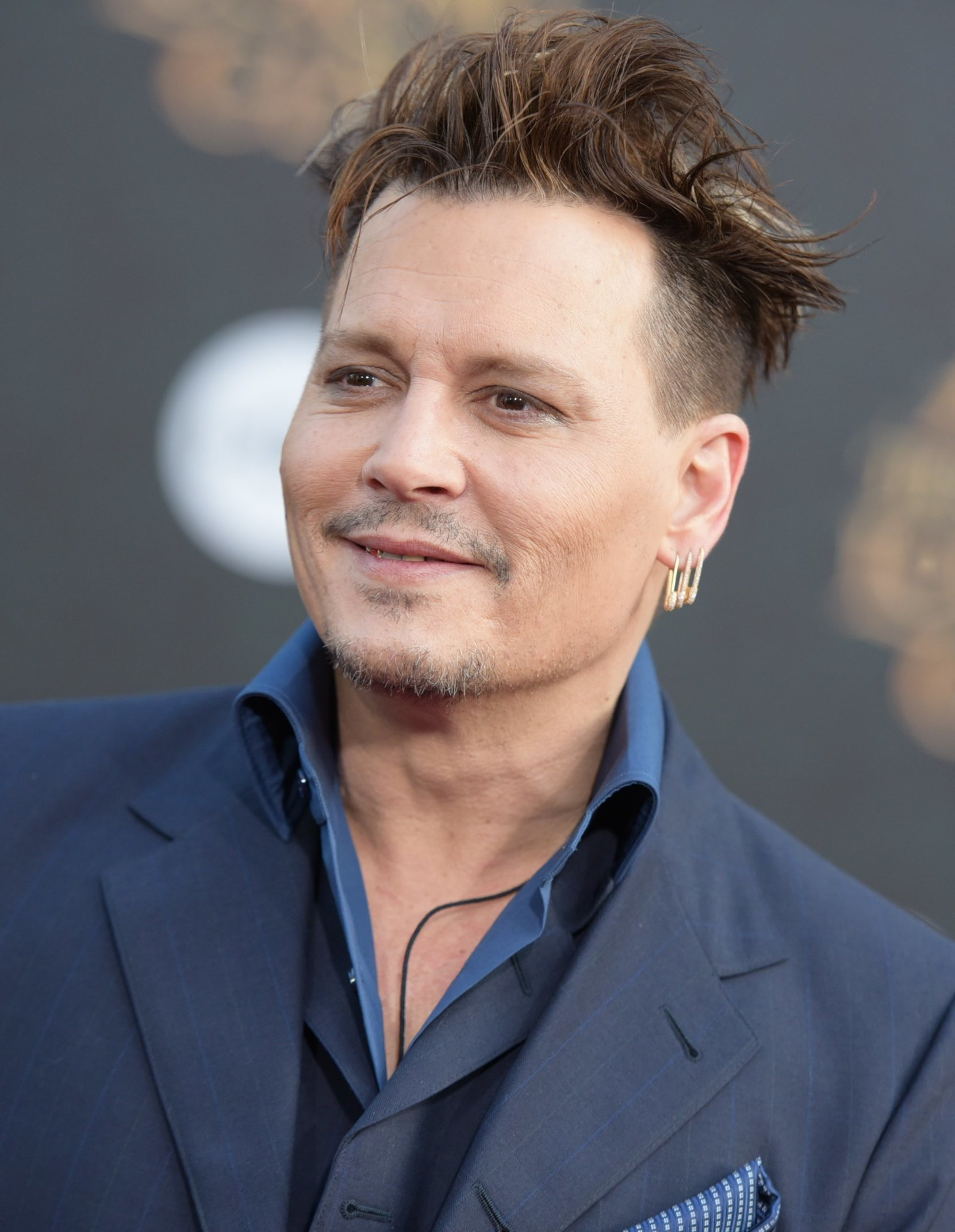
Johnny Depp (2016)

- Stijn De Paepe (1979-2022), Vlaams dichter
- Ralph DePalma (1882-1956), Italiaans-Amerikaans autocoureur
- Pete DePaolo (1898-1980), Amerikaans autocoureur
- Gérard Depardieu (1948), Frans acteur
- Guillaume Depardieu (1971-2008), Frans acteur
- Bart De Pauw (1968), Belgisch televisiemaker
- Brigitte De Pauw (1958), Belgisch politica
- Eddy De Pauw (1960), Belgisch atleet
- Emiel De Pauw (1879-1961), Belgisch burgemeester
- Gabriel De Pauw (1924-2000), Belgisch kunstschilder
- Ghislaine De Pauw (1945), Belgisch atlete
- Henri De Pauw (1911), Belgisch waterpolospeler
- Josse De Pauw (1952), Vlaams acteur, columnist, regisseur en toneelschrijver
- Lucien De Pauw (1935), Belgisch atleet
- Lydia De Pauw (1929), Belgisch politica
- Marc De Pauw (1953), Belgisch politicus en burgemeester
- Michel De Pauw (1957-2008), Belgisch voetballer en voetbalcoach
- Nill De Pauw (1990), Belgisch-Congolees profvoetballer
- Noël De Pauw (1942), Belgisch wielrenner
- Piet De Pauw (1932-2016), Belgisch atleet
- René De Pauw (1887-1946), Belgisch kunstschilder
- Roger De Pauw (1921-2020), Belgisch wielrenner
- Memphis Depay (1994), Nederlands voetballer
- Francisco Javier de Pedro (1973), Spaans voetballer
- Frank Depestele (1977), Belgisch volleyballer
- Emile De Petter (1868-1923), Belgisch politicus
- Joannes De Petter (1905-1966), Belgisch rooms-katholiek priester en professor
- Filip De Pillecyn (1891-1962), Vlaams schrijver
- Henri Depireux (1944-2022), Belgisch trainer en voetballer
- Alfons Depla (1860-1924), Belgisch politicus, arts en Vlaams activist
- Paul Depla (1965), Nederlands politicus en bestuurder
- Staf Depla (1960), Nederlands politicus en bestuurder
- Simon Deploige (1868-1927), Belgisch priester, theoloog en politicus
- Laurent Depoitre (1988), Belgisch voetballer
- Alfons De Poorter (1871-1939), Belgisch priester en historicus
- Alfons Depoorter (1916-2008), Belgisch kanunnik en theoloog
- Bieke Depoorter (1986), Belgisch fotografe
- Frank Depoorter (1973), Belgisch journalist en redacteur
- Jo De Poorter (1966), Belgisch presentator, mediatrainer, journalist en auteur
- Kathleen Depoorter (1971), Belgisch apotheker en politica
- Koen De Poorter (1977), Belgisch programmamaker en komiek
- Matthias Depoorter (1980), Belgisch schrijver en kunsthistoricus
- Richard Depoorter (1915-1948), Belgisch wielrenner
- Johnny Depp (1963), Amerikaans acteur
- Guido Depraetere (1946-2006), Vlaams cartoonist, politicus, presentator en producer
- Gaston Depré (1908-2004), Belgisch politicus
- Victor Depré (1928), Belgisch atleet
- Viviane De Pré (1955), Belgisch atlete
- Arsène De Prest (1917-1993), Belgisch politicus
- Paul De Preter (1950), Belgisch atleet en handballer
- Petrus Cornelius De Preter (1814-1886), Belgisch beeldhouwer
- Ada Deprez (1928-2015), Belgisch hoogleraar en wetenschappelijk onderzoeker
- Elvire De Prez (1939-2021), Belgisch actrice en presentatrice
- Eugène Deprez (1897-1964), Belgisch politicus en vakbondsbestuurder
- Firmin Deprez (1890-1916), Belgisch studentenleider en soldaat
- Gérard Deprez (1943), Belgisch politicus
- Hector Deprez (1873-1939), Belgisch generaal
- Hein Deprez (1961), Belgisch ondernemer
- Helga Deprez (1945), Belgisch atlete
- Marcel Deprez (1843-1918), Frans natuurkundige en elektrotechnicus
- Oscar Deprez (1854-1921), Belgisch politicus
- Paul Deprez (1937), Belgisch politicus
- Werner Deprez (1941), Belgisch voetballer
- Wouter Deprez (1975), Belgisch komiek en cabaretier
- Michaela DePrince (1995-2024), Sierra Leonees-Amerikaans balletdanseres
- Ingrid De Putter (1957-2023), Belgisch journaliste
- Manon Depuydt (1997), Belgisch atlete

## Deq
- André Dequae (1915-2006), Vlaams politicus
- Ida Dequeecker (1943), Belgisch politica en feministe
- Maurice Dequeecker (1905-1985), Belgisch syndicalist en politicus
- Émilie Dequenne (1981-2025), Belgisch actrice

## Der

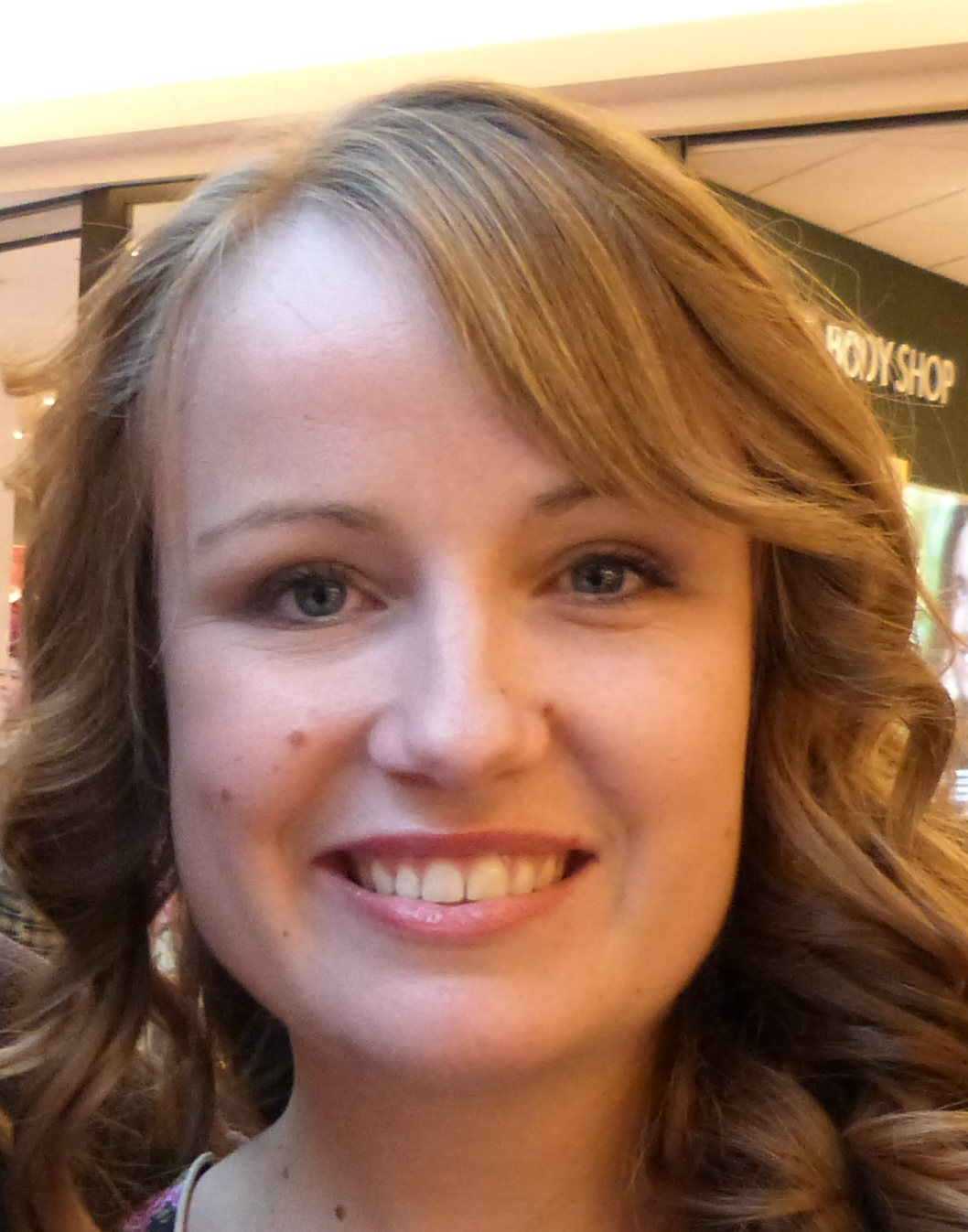
Deborah De Ridder

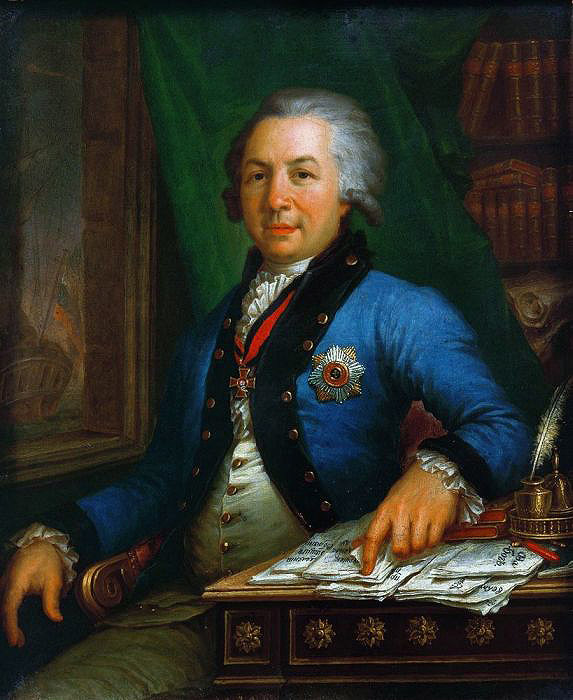
Gavrila Derzjavin

- Jean De Raedt (1923), Belgisch atleet
- Bart De Raes (1987), Belgisch radio-dj
- Sébastien De Raet (1928-2013), Belgisch volksvertegenwoordiger en rugbyspeler
- Arnold Deraeymaeker (1916-1987), Belgisch voetballer
- Els De Rammelaere (1969), Belgisch advocate en politica
- Pipo Derani (1993), Braziliaans autocoureur
- Zvonimir Deranja (1979), Kroatisch voetballer
- Ward De Ravet (1924-2013), Vlaams acteur
- Jacques Deray (1929-2003), Frans regisseur
- Danny De Raymaeker (1959), Belgisch bankier en bestuurder
- Freddy Derby (1940-2001), Surinaams politicus
- Willy Derby (1886-1944), Nederlands zanger
- Hans Dercksen (1932-2024), Nederlands pianist
- Herbert Dercksen (1973), Nederlands zeiler
- René Dercksen (1962), Nederlands politicus
- Willem Johannes Dercksen (1884-1944), Nederlands verzetsstrijder
- Louis Dereau (1907-1982), Belgisch syndicalist
- Bo Derek (1956), Amerikaans model en actrice
- John Harris Derek, geboren als Derek Delevan Harris, (1926-1998), Amerikaans acteur, filmregisseur en fotograaf
- Boris Derichebourg (1978), Frans autocoureur
- Alfons De Ridder (1882-1960), Belgisch schrijver, beter bekend onder het pseudoniem Willem Elsschot
- André De Ridder (1888-1961), Belgisch dichter, romanschrijver, essayist en kunstcriticus
- Anke De Ridder (1980), Belgisch actrice en fotomodel
- Annick De Ridder (1979), Belgisch politica
- Clem De Ridder (1920-2013), Belgisch componist, schrijver en Vlaams activist
- Deborah De Ridder (1982), Belgisch actrice, zangeres en danseres
- Eugeen De Ridder (1893-1962), Belgisch onderwijzer en volksdichter
- Francis De Ridder (1959), Belgisch wielrenner
- François De Ridder (1951-2007), Belgisch dirigent
- Hugo de Ridder (1932-2018), Belgisch journalist
- Ida De Ridder (1918-2009), Belgisch biografe
- Jef De Ridder (1935-2007), Belgisch politicus
- Kris De Ridder (1965), Belgisch atleet
- Linda De Ridder (1961), Belgisch actrice
- Louis De Ridder (1806-1900), Belgisch politicus en advocaat
- Margot De Ridder (1991), Belgisch actrice en zangeres
- Minneke De Ridder (1980), Belgisch politica
- Paul De Ridder (1948), Belgisch historicus en politicus
- Peter De Ridder (1970), Belgisch politicus
- Philippe De Ridder (1773-1856), Belgisch politicus
- Remi De Ridder (1843-1930), Belgisch politicus en hoogleraar
- Ruud De Ridder (1951), Belgisch acteur, regisseur en toneelschrijver
- Steve De Ridder (1987), Belgisch voetballer
- Sven De Ridder (1974), Belgisch acteur
- Vital De Ridder (1841-1918), Belgisch politicus
- Wim De Ridder (?), Belgisch muzikant
- Hilde De Ridder-Symoens (1943), Belgisch hoogleraar
- Armand De Riemaecker (1854-1929), Belgisch politicus
- Marguerite De Riemaecker-Legot (1913-1977), Belgisch politica
- Georges Derieuw (1927-2012), Belgisch vakbondsbestuurder
- Timothy Derijck (1987), Belgisch voetballer
- Geert-Jan Derikx (1980), Nederlands hockeyer
- Rob Derikx (1982), Nederlands hockeyer
- Raymond Derine (1926-1987), Belgisch hoogleraar, bestuurder en politicus
- Frans Derks (1930-2020), Nederlands voetbalscheidsrechter
- Wil Derkse (1952), Nederlands filosoof
- Jan Derksen (1919-2011), Nederlands wielrenner
- Jan Derksen (1932-2004), Nederlands operazanger, bariton
- Johan Derksen (1949), Nederlands sportjournalist
- Maria Dermoût (1888-1962), Nederlands-Indisch schrijfster
- Bruce Dern (1936), Amerikaans acteur
- Laura Dern (1967), Amerikaans actrice
- Michel Dernies (1961), Waals-Belgisch wielrenner
- Jacinta De Roeck (1956), Vlaams politica
- Jonas De Roeck (1979), Belgisch voetballer
- Paul De Roo (1959), Belgisch atleet
- Remi De Roo (1924), Canadees bisschop
- Adriaan de Roover (1923-2016), Belgisch dichter en essayist
- Bart De Roover (1967), Belgisch voetballer en voetbalcoach
- Bruno De Roover (1972), Belgisch stripauteur
- Frans De Roover (1854-1912), Belgisch politicus en industrieel
- Jul De Roover (1913-2010), Belgisch architect
- Nicolaas de Roover (1750-1833), Zuid-Nederlands geestelijke
- Peter De Roover (1962), Belgisch leraar, columnist en politicus
- Raymond De Roover (1904-1972), Belgisch-Amerikaans historicus en hoogleraar
- Sepp De Roover (1984), Belgisch voetballer
- Raffaele De Rosa (1987), Italiaans motorcoureur
- Augustine De Rothmaler (1859-1942), Belgisch pedagoge en feministe
- Felix De Roy (1883-1942), Belgisch journalist en astronoom
- Edward Holbrook Derrick (1898-1976), Australisch patholoog
- Jacques Derrida (1930-2004), Joods-Frans filosoof
- Isabel Derungs (1987), Zwitsers snowboardster
- Jacques De Ruyck (1946), Belgisch politicus
- Katrien De Ruysscher, Belgisch actrice
- Jef Dervaes (1906-1986), Belgisch wielrenner
- Kemal Derviş (1949-2023), Turks econoom, bestuurder en politicus
- Jupp Derwall (1927-2007), Duits voetballer en voetbaltrainer
- Peter Poreku Dery (1918-2008), Ghanees kardinaal en aartsbisschop
- Albert De Ryck (1916-1983), Belgisch syndicalist en politicus
- Aurélie De Ryck (1992), Belgisch atlete
- Isidoor De Ryck (1926-2009), Belgisch wielrenner
- Johan De Ryck (?), Belgisch politicus
- Louis De Ryck (1811-1860), Belgisch politicus
- Luc De Ryck (1949), Belgisch journalist en politicus
- Raf De Rycke (1947), Vlaams econoom en filosoof
- Andrij Deryzemlja (1977), Oekraïens biatleet
- Gavrila Derzjavin (1743-1816), Russisch dichter

## Des

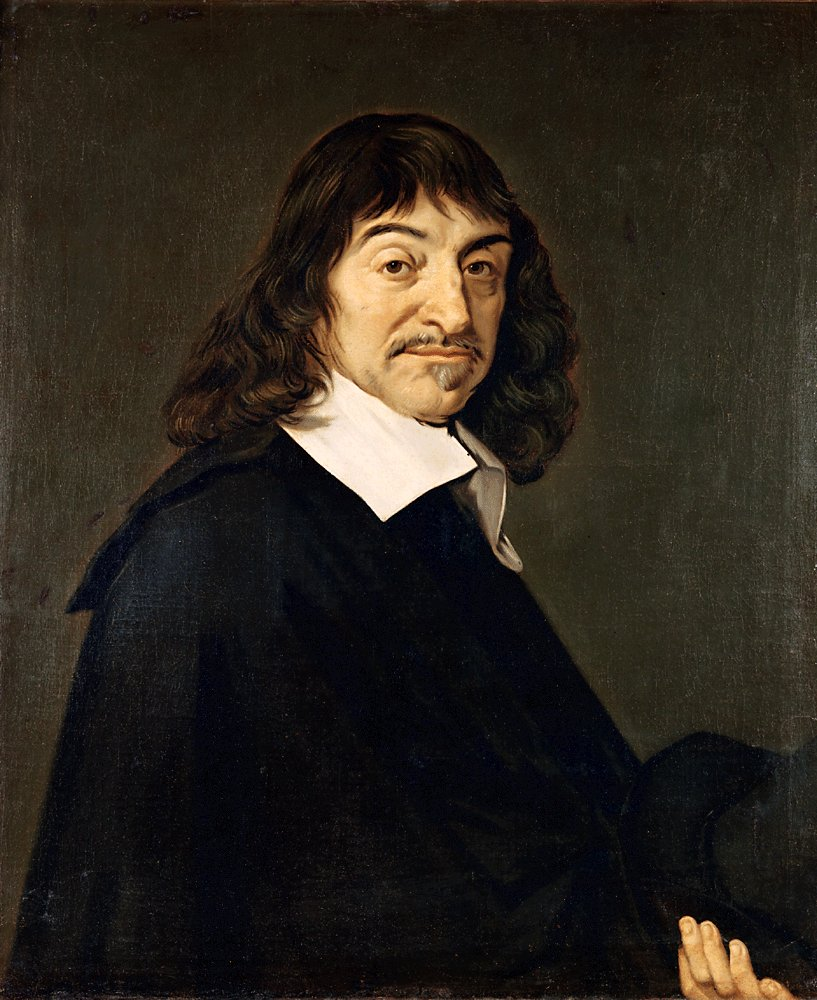
René Descartes

- Rik De Saedeleer (1924-2013), Belgisch voetballer en sportverslaggever
- Valerius De Saedeleer (1867-1941), Belgisch schilder van landschappen
- Willy Desaeyere (1942-2018), Belgisch volksvertegenwoordiger en hoogleraar
- John Theophilus Desaguliers (1683-1744), Brits natuurfilosoof
- Anita Mazumdar Desai (1937), Indiaas schrijfster
- Kiran Desai (1971), Indiaas schrijfster
- Jules de Saint-Genois (1813-1867), Belgisch historicus, archivaris, bestuurder, hoogleraar en politicus
- Eseosa Fostine Desalu (1994), Italiaans atleet
- Morgan De Sanctis (1977), Italiaans voetballer
- Giuseppe De Santis (1917-1997), Italiaans filmregisseur
- Renato De Sanzuane (1925-1986), Italiaans waterpolospeler
- Nick Descamps (1966), Belgisch voetballer
- Guy des Cars (1911-1993), Frans schrijver
- René Descartes (1596-1650), Frans wiskundige en filosoof
- Marc Descheemaecker (1955), Belgisch ondernemer, bestuurder en politicus
- Claudine De Schepper (1949), Belgisch politica
- Cornelis de Schepper (1501-1555), Zuid-Nederlands diplomaat
- Els de Schepper (1965), Belgisch actrice, cabaretière, schrijfster en zangeres
- Joseph De Schepper (1791-1852), Belgisch politicus
- Kenny de Schepper (1987), Frans tennisser
- Leopold De Schepper (1902-1983), Belgisch arts en politicus
- Luc De Schepper (1957-2022), Belgisch natuurkundige, hoogleraar en rector
- Philippe De Schepper (?), Belgisch scenarist en film- en televisieproducent
- Pieter De Schepper (1984), Belgisch atleet
- Karlheinz Deschner (1924), Duits letterkundige, schrijver, literatuurcriticus, kerkhistoricus en godsdienstcriticus
- Benny De Schrooder (1980), Belgisch wielrenner
- Jules Desclée de Maredsous (1914-2011), Belgisch bankier
- Jos De Seranno (1928-2010), Belgisch politicus
- Rosella de Simone (1989), Belgisch springruiter
- Lelisa Desisa (1990), Ethiopisch atleet
- Martin Desjardins (1637-1694), Nederlands kunstschilder en beeldhouwer; oorspronkelijke naam: Martinus van den Bogaert
- Andrij Desjtsjytsja (1965), Oekraïens diplomaat en politicus
- Nadine De Sloovere (1949), Vlaams radiopresentatrice, tv-omroepster en journalist
- José Desmarets (1925-2019), Belgisch politicus en minister
- Claude Desmedt (1939-2012), Belgisch politicus
- Emiel Jozef de Smedt (1909-1995), bisschop van Brugge
- Jef De Smedt (1956), Vlaams acteur
- Joseph Aloïs Marie de Smedt (1875-1968), Belgisch politicus en brouwer
- Peeter Joseph de Smedt (1804-1889), Belgisch politicus en brouwer
- Pierre-Alain De Smedt (1944-2019), Belgisch ondernemer en bestuurder
- Aimée De Smet (1938), Belgisch televisieomroepster en politica
- Andy De Smet (1970), Belgisch wielrenner
- Bart De Smet (1957), Belgisch bestuurder
- Bart De Smet (1964), Belgisch politicus
- Camille De Smet (1802-1862), Belgisch politicus
- Dirk De Smet (1969), Belgisch soulzanger en saxofonist
- Dries De Smet (1998), Belgisch atleet
- Eugène De Smet (1787-1872), Belgisch politicus
- Ferdinand De Smet (1851-1921), Belgisch politicus
- Francis De Smet (1963), Belgisch componist en producer
- Frederic De Smet (1993), Belgisch danser
- Georges De Smet (?), Belgisch scheikundige, Rechtvaardige onder de Volkeren
- Gerard Desmet (1907-1979), Belgisch wielrenner
- Gerard Desmet (1910-1976), Belgisch wielrenner
- Gilbert Desmet I (1931-2024), Belgisch wielrenner
- Gilbert Desmet II (1936-1987), Belgisch wielrenner
- Guillaume De Smet (1770-1849), Belgisch priester
- Gustaaf De Smet (1877-1943), Belgisch kunstenaar
- Hannelore Desmet (1989), Belgisch atlete
- Jan Baptist de Smet (1674-1741), Zuid-Nederlands bisschop
- Jessy De Smet (1976), Belgisch zangeres
- Johan De Smet (1956), Belgisch muzikant en componist
- Johan De Smet (1970), Belgisch acteur en toneelregisseur
- Jos De Smet (1898-1972), Belgisch historicus en archivaris
- Joseph-Jean De Smet (1794-1877), Belgisch priester en politicus
- Jürgen De Smet (1980), Belgisch pianist en componist
- Karel De Smet (1980), Belgisch voetballer
- Léon De Smet (1881-1966), Belgisch kunstschilder
- Louis Desmet (1930), Belgisch atleet
- Maeyken de Smet (1599-1661), Vlaams slachtoffer van de heksenvervolging
- Marian De Smet (1976), Belgisch schrijfster
- Olivier De Smet (?), Belgisch acteur
- Peter De Smet (1958), Belgisch operazanger, stemcoach, docent stemvorming en regisseur
- Pierre De Smet (1892-1975), Belgisch politicus
- Pierre-François de Smet (1797-1860), Belgisch industrieel
- Pieter Desmet (1983), Belgisch atleet
- Pieter-Jan De Smet (1801-1873), Belgisch missionaris, ontdekkingsreiziger en pionier
- Pieter-Jan De Smet (1968), Belgisch zanger en gitarist
- Raphaël De Smet (1926-2013), Belgisch politicus
- Remi De Smet (2002), Belgisch acteur
- Robrecht De Smet (1875-1937), Belgisch priester en Vlaams activist
- Sabine Desmet (1971), Belgisch atlete
- Sébastien De Smet (1976), Belgisch acteur
- Séraphin De Smet (1803-1886), Belgisch politicus
- Steven De Smet (1956), Belgisch politiefunctionaris
- Stijn De Smet (1985), Belgisch voetballer
- Thibault De Smet (1998), Belgisch voetballer
- Thomas De Smet (2000), Belgisch acteur
- Triphon De Smet (1877-1943), Belgisch architect
- Walter De Smet (1960), Belgisch atleet
- William De Smet (1995), Belgisch zeiler
- Wim De Smet (1932-2012), Belgisch zoöloog
- Maurice de Smet de Naeyer (1862-1941), Belgisch industrieel
- Paul de Smet de Naeyer (1843-1913), Belgisch politicus
- Franky De Smet-Van Damme (1969), Belgisch zanger en muzikant
- Georges De Smeyter (1928-1998), Belgisch syndicalist en politicus
- Damir Desnica (1956), Kroatisch voetballer
- Joost de Soete (1541-1589), Zuid-Nederlands edelman en militair
- Pierre de Soete (1886-1948), Belgisch beeldhouwer en medailleur
- Tomas De Soete (1976), Belgisch radio- en televisiepresentator
- Pieter De Somer (1917-1985), Belgisch bioloog en medicus
- Stéphanie De Somer, Belgische juriste en docente (Universiteit Antwerpen)
- Justine Desondre (1988), Belgisch atlete
- Rosanna DeSoto (1950), Amerikaans actrice
- Paul Despiegelaere (1954-2013), Belgisch zanger
- Jérémy Desplanches (1994), Zwitsers zwemmer
- Josquin Des Prez (ca.1445-1521), Bourgondisch componist
- Patrick Desruelles (1957), Belgisch atleet
- Ronald Desruelles (1955-2015), Belgisch atleet
- Cyril Dessel (1974), Frans wielrenner
- Daniela Dessì (1967-2016), Italiaans operazangeres
- Niels Destadsbader (1988), Vlaams acteur en zanger
- Arnaud Destatte (1988), Belgisch atleet
- Sigismondo d'Este (1433-1507), gouverneur van Reggio Emilia
- Ema Destinnová (1878-1930), Tsjechisch sopraan
- Chris De Stoop (1958), Belgisch schrijver
- David Destorme (1979), Belgisch voetballer
- Pierre Destrebecq (1881-?), Belgisch voetballer
- Charles Destrée (1926-2019), Nederlands verzetsstrijder en historicus
- Jules Destrée (1863-1936), Waals schrijver en politicus
- Tom De Sutter (1985), Belgisch voetballer
- Mathilde Deswaef (1999), Belgisch atlete
- Alberic Deswarte (1875-1928), Belgisch senator en advocaat

## Det
- Philippe Detaellenaere (1962), Belgisch atleet
- Jakob de Tavernier (?-1454), Zuid-Nederlands miniaturist
- Alain Detemmerman (1963), Belgisch syndicalist en vakbondsbestuurder
- Robert De Temmerman (1917-2013), Belgisch politicus
- Gauthier de Tessières (1981), Frans alpineskiër
- Françoise Dethier (1965), Belgisch atlete
- Laurent Dethier (1757-1843), Belgisch politicus en natuurwetenschapper
- Nicolas Dethier (1888-1976), Belgisch politicus en vakbondsbestuurder
- Sylvia Dethier (1965), Belgisch atlete
- Victor Dethier (1893-1963), Belgisch wielrenner
- Monika Dethier-Neumann (1960), Belgisch politica
- Jacob Hessel Dethmers (1873-1930), Nederlands landbouwer, steenfabrikant en burgemeester
- Stanislav Detkov (1980), Russisch snowboarder
- Joseph Detmer (1983), Amerikaans atleet
- Hendrik Detmers (1761-1825), Nederlands militair
- Maruschka Detmers (1962), Nederlands actrice
- Romain Détraz (1993), Zwitsers freestyleskiër
- Cyril Detremmerie (1985-2016), Belgisch voetballer
- Hubert Detremmerie (1930-2008), Belgisch bankier en vakbondsbestuurder
- Jean-Pierre Detremmerie (1940-2016), Belgisch burgemeester
- Roger Detry (1928), Belgisch atleet
- Gabriele Detti (1994), Italiaans zwemmer
- Andrea Dettling (1987), Zwitsers alpineskiester
- Simone Dettmeijer (1944), Nederlands kunstenares

## Deu
- Dan Deublein (1972), Amerikaans acteur
- Joep van Deudekom (1960), Nederlands cabaretier
- Alexandre Deulofeu (1903-1978), Spaans politicus en historicus
- Jef Deumens (1890-1973), Belgisch politicus en collaborateur
- Marie-Christine Deurbroeck (1957), Belgisch atlete
- Birgitte van Deurs (1946), Deense, lid van het Brits koninklijk huis (Hertogin van Gloucester)
- Arie van Deursen (1931-2011), Nederlands historicus
- Cristina Deutekom (1931-2014), Nederlands operazangeres
- Drafi Deutscher (1946-2006), Duits zanger, componist en muziekproducent
- Valentin Deutschmann (1928-2010), Oostenrijks politicus

## Dev

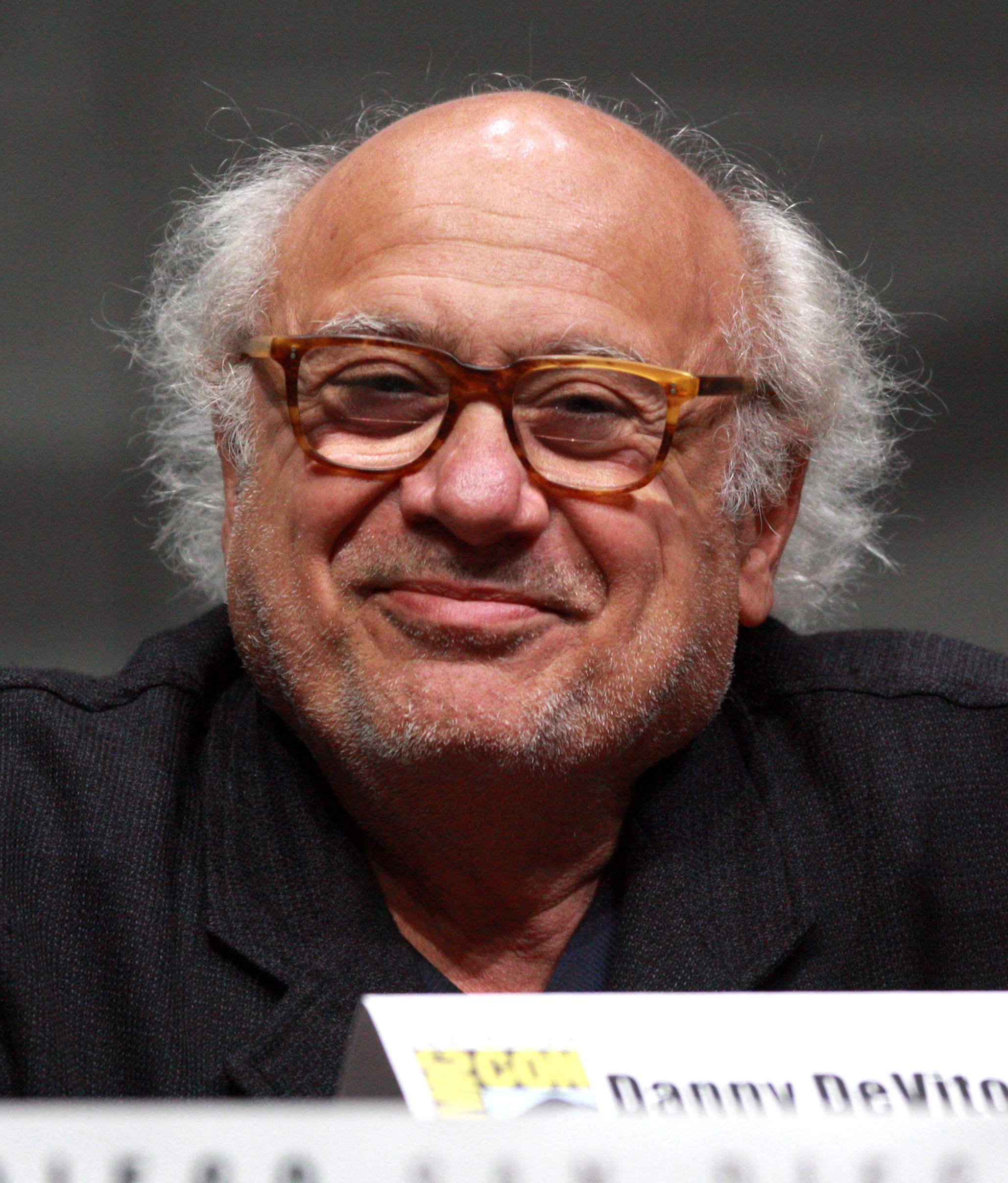
Danny DeVito, 2013

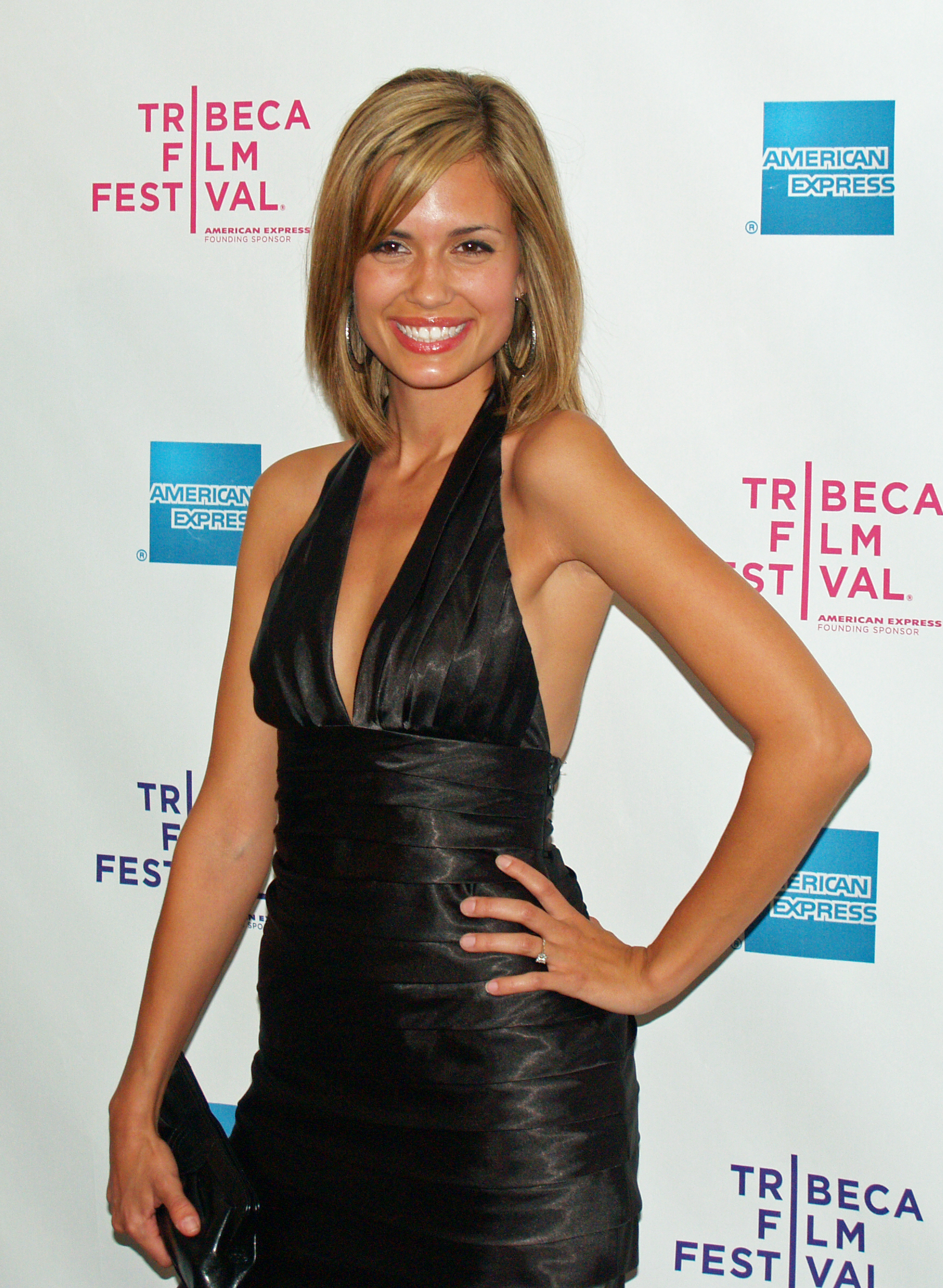
Torrey DeVitto, 2008

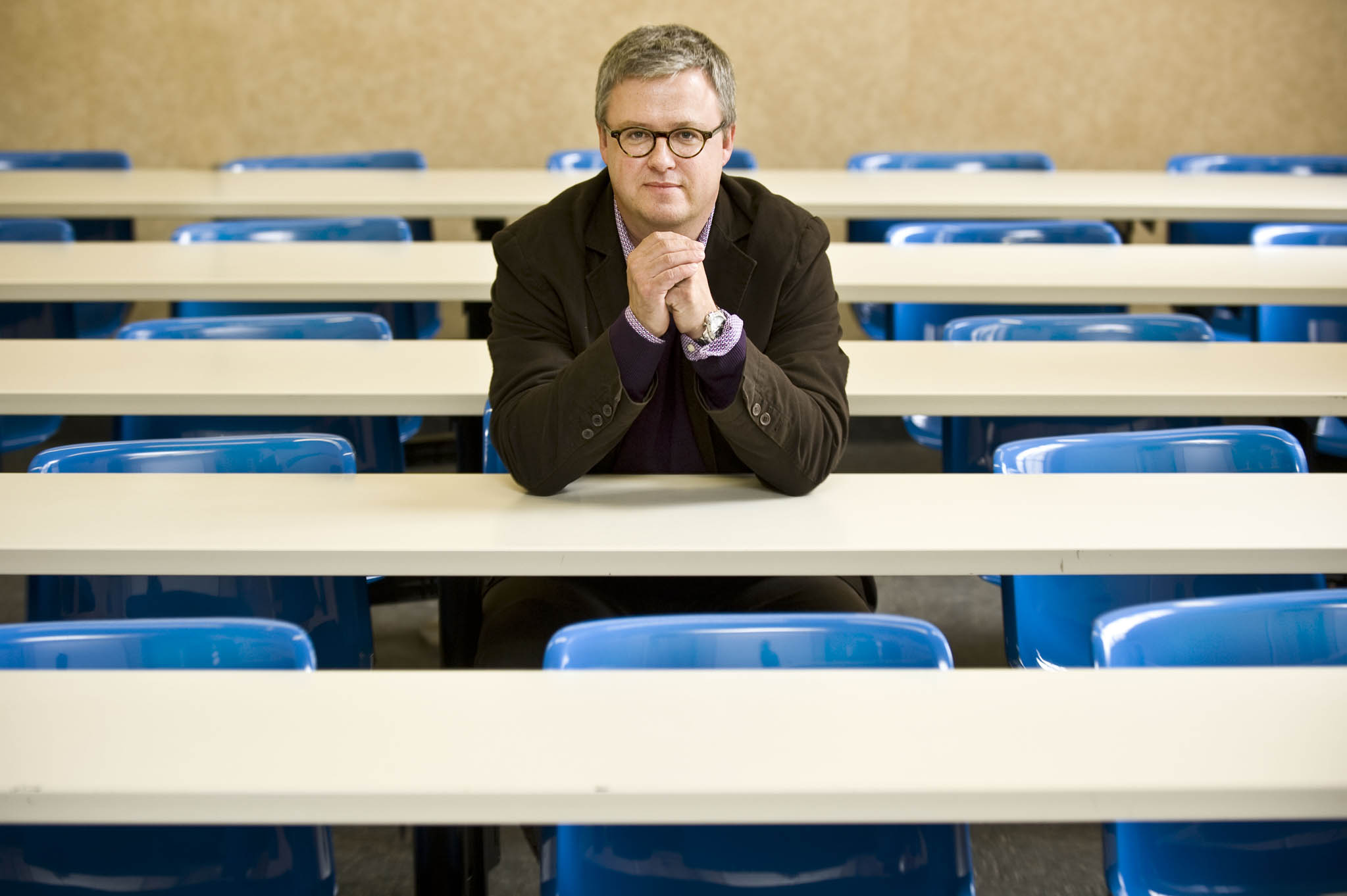
Carl Devos

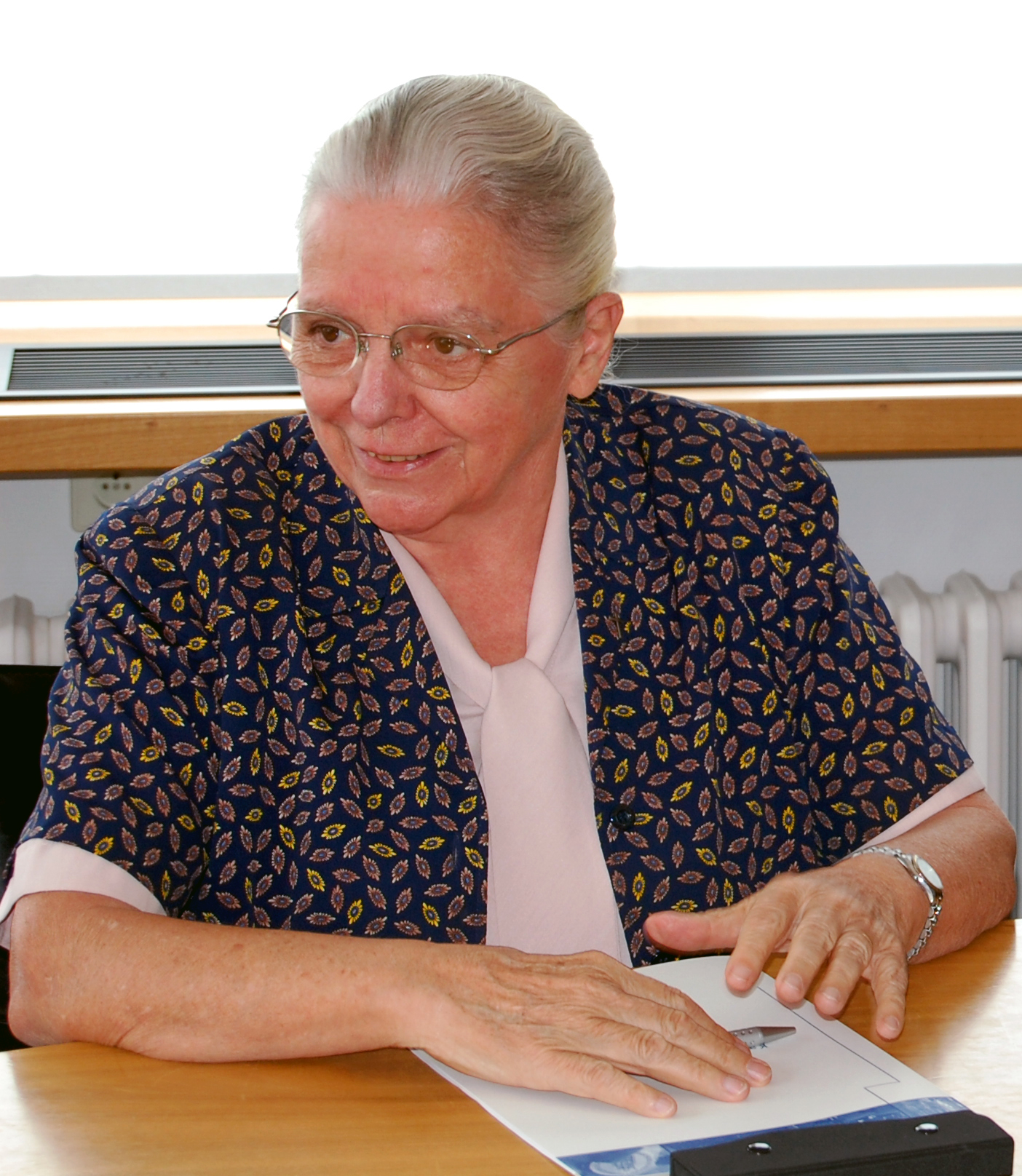
Jeanne Devos

- André Devaere (1890-1914), Belgisch pianist en componist
- Jana De Valck (1987), Vlaams zangeres, model en presentatrice
- Michael Devaney (1891-1967), Amerikaans atleet
- Michael Devaney (1984), Iers autocoureur
- Jude Deveraux (1947), Amerikaans schrijfster (echte naam Jude Gillian White)
- Gail Devers (1966), Amerikaans atlete
- Piet Deveughele (1977), Belgisch atleet
- Christiane De Veuster (1961), Belgisch politica
- Jozef De Veuster (1840-1889), Belgisch pater en missionaris, bekend onder de naam Pater Damiaan
- Maarten De Veuster (1973), Belgisch politicus
- Shakuntala Devi (1929-2013), Indiaas schrijfster en rekenwonder
- Marko Dević (1983), Oekraïens voetballer
- Paula Devicq (1965), Canadees actrice
- Nicolas Devilder (1980), Frans tennisser
- Cristian Deville (1981), Italiaans alpineskiër
- Michel Deville (1931-2023), Frans filmregisseur en scenarioschrijver
- Willy DeVille (1950-2009), Amerikaans zanger
- Gaston de Vinck (1855-1927), Belgisch politicus
- Jules de Vinck (1813-1878), Belgisch politicus
- Louis de Vinck (1784-1858), Belgisch rentenier en politicus
- Edmond de Vinck de Wesel (1804-1877), Belgisch politicus
- Ignatius de Vinck de Wesel (1771-1845), Zuid-Nederlands edelman en politicus
- Alfred de Vinck de Winnezeele (1852-1914), Belgisch politicus
- Andy Devine (1905-1977), Amerikaans acteur
- Leendert De Vis (1987), Belgisch (musical)acteur
- Adolf De Visscher (1854-1920), Belgisch burgemeester
- Robert De Visscher (1888-1964), Belgisch burgemeester
- Danny DeVito (1944), Amerikaans acteur
- Mia De Vits (1950), Belgisch journaliste, syndicaliste en politica
- John Devitt (1937-2023), Australisch zwemmer
- Torrey DeVitto (1984), Amerikaans actrice en muzikante
- Erik De Vlaeminck (1945-2015), Belgisch wielrenner
- Roger De Vlaeminck (1947), Belgisch wielrenner
- Georges De Vlamynck (1897-1980), Belgisch kunstschilder
- Patrick De Vlamynck (1977), Belgisch voetballer
- Michiel Devlieger (1964), Belgisch programmamaker en presentator
- Ryan Devlin (1980), Amerikaans acteur
- Peter De Vocht (1960), Belgisch atleet
- Maritza De Voeght (1954), Belgisch atlete
- Roger De Vogel (1957-2021), Belgisch atleet
- Stijn Devolder (1979), Belgisch wielrenner
- Asnoldo Devonish (1932-1997), Venezolaans atleet
- Marlon Devonish (1976), Brits atleet
- Kurt Devooght (1967), Vlaams econoom
- Billy Devore (1910-1985), Amerikaans autocoureur
- Auguste Devos (1820-1880), Belgisch politicus
- Carl Devos (1970), Belgisch politicoloog
- Danny Devos (1959), Belgisch kunstenaar
- Godelieve Devos (1926-2016), Belgisch burgemeester
- Luc Devos (1960), Vlaams pianist
- Luc De Vos (1962-2014), Vlaams zanger
- Jeanne Devos (1935), Vlaams non
- Nathalie De Vos (1982), Belgisch atlete
- Raymond Devos (1922-2006), Belgisch cabaretier, komiek en schrijver
- René De Vos (1921-2005), Belgisch voetballer en voetbalcoach
- Tatjana De Vos (1990), Belgisch acrogymturnster
- Jonas Devouassoux (1989), Frans freestyleskiër
- Claes de Vreese (?), Deens communicatiewetenschapper en hoogleraar
- Constant Devreese (1823-1900), Belgisch beeldhouwer
- Frédéric Devreese (1929-2020), Belgisch componist en dirigent
- Godefroid Devreese (1861-1941), Belgisch beeldhouwer en medailleur
- Godfried Devreese (1893-1962), Belgisch dirigent, violist en componist
- Laurens De Vreese (1988), Belgisch wielrenner
- Maaike De Vreese (1984), Belgisch politica
- Willem De Vreese (1869-1938), Belgisch filoloog en hoogleraar
- André Devreker (1922-2012), Belgisch hoogleraar
- Ernest De Vriendt (1879-1955), Belgisch volksfiguur
- Ann Devries (1970), Belgisch tennisster
- François De Vries (1913-1972), Belgisch voetballer
- Bertha De Vriese (1877-1958), Belgisch arts
- Dirk De Vriese (1958), Belgisch voetballer
- Emmerik De Vriese (1985), Belgisch voetballer
- Karel De Vriese (1872-?), Vlaams activist
- Lodewijk De Vriese (1848-1932), Belgisch uitgever
- Dieudonné Devrindt (1911-1994), Belgisch atleet
- Hans Devroe (1939-2022), Belgisch schrijver
- Jozef Devroe (1905-1976), Belgisch syndicalist, politicus en collaborateur
- Lode Devroe (1963), Belgisch stripauteur en -tekenaar en illustrator
- Luc Devroe (1965), Belgisch voetballer en sportbestuurder
- Janine Devroye (1930-2016), Belgisch inkleurster
- Cyrille De Vuyst (1914-2000), Belgisch atleet
- Ganesh (Narayandas) Devy (1950), Indiaas tribaal onderzoeker en literatuurcriticus
- Joke Devynck (1972), Belgisch actrice

## Dew
- Martha Dewachter (1919-2016), Belgisch actrice
- Sabine De Wachter (1964), Belgisch atlete
- Charles Dewachtere (1927-2020), Belgisch atleet
- Patrick Dewael (1955), Belgisch politicus
- Els De Wael (1990), Belgisch atlete
- Bert De Waele (1975), Belgisch wielrenner
- Carine Dewaele (1958), Belgisch politica
- Chantal De Waele (1957), Belgisch presentatrice
- Fabien De Waele (1975), Belgisch wielrenner
- Ferdinand de Waele (1896-1977), Belgisch archeoloog, (kunst)historicus, schrijver en hoogleraar
- Fiona Dewaele (1986), Belgisch model
- Frank De Waele (1957), Belgisch boeddhist en zenleraar
- Geert Dewaele (1976), Belgisch journalist en redacteur
- Gilles Dewaele (1996), Belgisch voetballer
- Henri Dewaele (1872-1942), Belgisch politicus
- Hugo De Waele (1954), Belgisch politicus
- Jackie Dewaele (1945), Belgisch radio- en televisiepresentator, bekend onder het pseudoniem Zaki
- Maurice De Waele (1896-1952), Belgisch wielrenner
- Patricia De Waele (1960), Belgisch politica
- Robert De Waele (1891-1963), Belgisch hoogleraar en Vlaams activist
- Sebastien Dewaele (1978), Belgisch acteur, zanger en muzikant
- Sieben Dewaele (1999), Belgisch voetballer
- Sophie Dewaele (1973), Belgisch televisiepresentatrice en omroepster
- Willy De Waele (1937), Belgisch politicus
- Christian Dewaey (1930), Belgisch atleet
- Roger Deweer (1932-2017), Belgisch atleet
- Denise De Weerdt (1930-2015), Belgisch historica, bibliothecaris, socialiste en feministe
- Denise De Weerdt (1928-2020), Belgisch actrice
- Anuna De Wever (2001), Belgisch klimaatactiviste
- Bart De Wever (1970), Belgisch Vlaams-nationalistisch politicus
- Bruno De Wever (1960), Belgisch historicus
- Thomas Dewey (1902-1971), Amerikaans politicus
- Adrian Paul Ghislain Carton de Wiart (1880-1963), Belgisch-Iers officier
- Etienne Carton de Wiart (1898-1948), Belgisch bisschop (1945-1948)
- Henri Victor Marie Ghislain (Henry) Carton de Wiart (1869-1951), Belgisch politicus
- Emile Dewil (1949), Belgisch atleet
- Bernard de Wilde (1691-1772), Zuid-Nederlands architect
- Bjorn De Wilde (1979), Belgisch voetballer
- Etienne De Wilde (1958), Belgisch wielrenner
- Filip Alfons De Wilde (1964), Belgisch voetballer
- Gilles De Wilde (1990), Belgisch zwemmer
- Jan De Wilde (1944), Vlaams zanger en kleinkunstmuzikant
- John De Wilde (1933), Vlaams zanger
- Julien De Wilde (1944), Belgisch bestuurder
- Laurent De Wilde (1877-1962), Belgisch ondernemer en politicus
- Marc De Wilde (ca. 1951), Belgisch syndicalist
- Maurice De Wilde (1923-1998), Vlaams journalist en televisiemaker
- Pascal De Wilde (1965), Belgisch voetballer van Congolese komaf
- Patrick De Wilde (1964), Belgisch voetballer en voetbaltrainer
- Peter De Wilde (1969), Belgisch bestuurder
- Sanne De Wilde (1987), Belgisch fotografe
- Sebastiaan De Wilde (1993), Belgisch voetballer
- Sjef De Wilde (1981), Belgisch wielrenner
- Stijn De Wilde (1988), Belgisch voetballer
- Émile De Wildeman (1866-1947), Belgisch botanicus
- August De Winne (1861-1935), Belgisch schrijver
- Frank De Winne (1961), Belgisch astronaut
- Jan De Winne (1962), Belgisch traversospeler, muziekpedagoog en instrumentenbouwer
- Liéven De Winne (1821-1880), Belgisch kunstschilder
- Maxime De Winne (1977), Belgisch acteur, theatermaker en presentator
- Alfons De Winter (1908-1997), Belgisch voetballer
- August De Winter (1925-2005), Belgisch politicus
- Bruno de Winter (1910-1955), Belgisch journalist en redacteur
- Emiel De Winter (1902-1985), Belgisch politicus
- Filip Dewinter (1962), Belgisch politicus
- Jean-Baptiste De Winter (1831-1913), Belgisch industrieel en politicus
- Ludwig De Winter (1992), Belgisch wielrenner
- Yannick De Winter (1989), Belgisch voetballer
- Yves De Winter (1987), Belgisch voetballer
- Charles-Henri Dewisme, ook bekend als Henri Vernes (1918-1921), Belgisch schrijver
- Chris De Wispelaere (1947), Belgisch politicus
- Edward De Wit (1950), Belgisch politicus
- Jos de Wit (1954), Belgisch schrijver
- Lara de Wit (1983), Australisch pianiste, violiste, componiste en muzieklerares
- Sophie De Wit (1973), Belgisch politica
- Willie DeWit (1961), Canadees bokser
- Bryce DeWitt (1923-2004), Amerikaans theoretisch natuurkundige
- John Hibbert DeWitt Jr. (1906-1999), Amerikaans radiopionier en astronoom
- Cécile DeWitt-Morette (1922), Frans wis- en natuurkundige
- André De Witte (1944-2021), Belgisch geestelijke en bisschop
- Ivan De Witte (1912-2010), Belgisch ondernemer
- Ivan De Witte (1947), Belgisch voetbalbestuurder
- Jozef De Witte (1953), Belgisch bestuurder
- Lodewijk De Witte (1954), Belgisch provinciegouverneur
- Patrick De Witte (1958-2013), Vlaams columnist en tv-programmamaker
- Seth De Witte (1987), Belgisch voetballer
- Bernard Dewulf (1960–2021), Belgisch schrijver
- Rudi De Wyngaert (1959), Belgisch atleet
- Walter De Wyngaert (1970), Belgisch atleet

## Dex

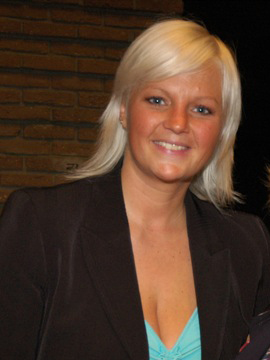
Barbara Dex

- Barbara Dex (1974), Belgisch zangeres
- Marc Dex (1943), Belgisch zanger
- Brad Dexter (1917-2002), Amerikaans acteur
- Colin Dexter (1930-2017), Brits misdaadauteur

## Dey
- Kazimierz Deyna (1947-1989), Pools voetballer

## Dez
- Piet De Zaeger (1971), Belgisch politicus